# Regno di Polonia (1320-1385)
Gli anni del regno di Polonia compresi tra il 1320 e il 1385 riguardano le vicissitudini storiche accadute tra l'incoronazione di Ladislao I e l'Unione di Krewo, evento grazie al quale la Polonia entrò in unione personale con il confinante Granducato di Lituania. Il matrimonio tra Edvige d'Angiò e il granduca Jogaila avviò una nuova stagione storica per la Polonia.
Il periodo della frammentazione feudale del 1138-1320, perdurato dunque per quasi due secoli, si esaurì quando Ladislao unì i vari principati nel regno di Polonia. Suo figlio, Casimiro il Grande, l'ultimo della dinastia Piast, rafforzò enormemente il Paese polacco sia al suo interno che nel rapporto con gli altri Stati.
Durante questo periodo, la Polonia intraprese prima una guerra con l'Ordine teutonico, preservando poi in maniera pressoché costante rapporti diplomatici tesi sia con lo Stato monastico sia con la casata di Lussemburgo, al tempo alla guida del Sacro Romano Impero. Per farli rinunciare alle loro pretese sulla corona polacca, nel 1335 il sovrano Casimiro il Grande, in sintonia con quanto gli proponevano i suoi consiglieri, versò nelle casse dei Lussemburgo 20.000 grossi di Praga. In tal modo, i Piast al potere a Cracovia vennero riconosciuti dalle potenze vicine come legittimi sovrani della Polonia. Le azioni compiute da Casimiro negli anni successivi consentirono la cessazione delle lotte in corso con i Cavalieri teutonici (con il trattato di Kalisz del 1343). Ciò permise alla Polonia di inserirsi nelle guerre in corso nel Principato di Galizia-Volinia scoppiate nel 1340.
Dopo la morte di Casimiro III nel 1370, salì al trono polacco Luigi I d'Ungheria. In quegli anni, Luigi dovette tentare di arginare la crescente influenza della nobiltà polacca (szlachta). Nel 1374, il magiaro decise di incrementare il peso specifico dell'aristocrazia per scopi personali, assegnandole svariate concessioni tramite il privilegio di Koszyce. In cambio egli impose ai nobili di nominare, in seguito alla sua morte, una delle sue figlie come successore. Deceduto Luigi d'Ungheria nel 1382, ebbe luogo il periodo di interregno più lungo della storia polacca. Alla fine, il 16 ottobre 1384, divenne regina la figlia di Luigi di nome Edvige. La donna suggellò due anni più tardi le nozze con il granduca lituano Jogaila, incoronato sovrano della Polonia il 4 marzo 1386.

## Il regno di Ladislao il Breve (1320-1333)

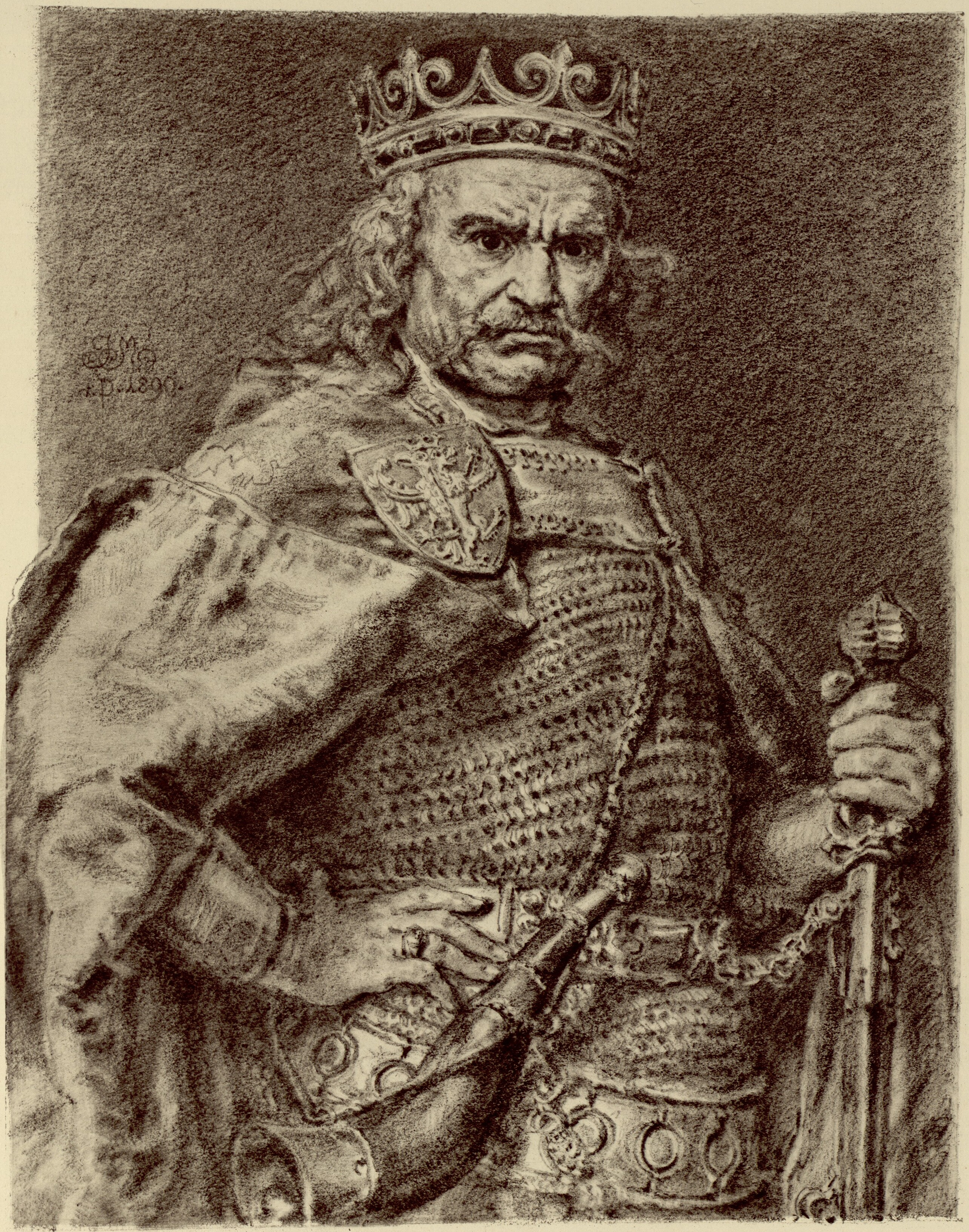
Ritratto di Ladislao il Breve realizzato da Jan Matejko nel 1890

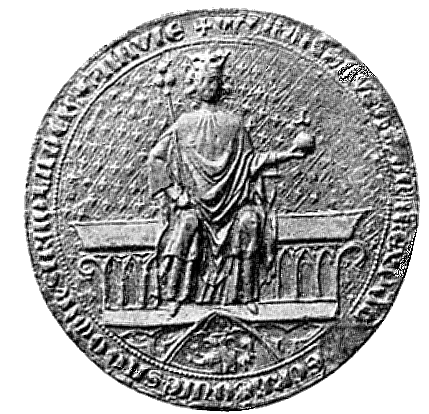
Sigillo di Ladislao il Breve

Dal 1318, gli ambasciatori di Ladislao il Breve e alcuni chierici polacchi si recarono a più riprese ad Avignone nel tentativo di convincere il papa a incoronarlo. Giovanni XXII, alla fine, diede il suo consenso, rifiutando però di concedere a Ladislao il titolo di re polacco. In tal modo, il pontefice evitò di incrinare i suoi rapporti con Giovanni di Lussemburgo, il quale rivendicava per sé il potere in Polonia. Di lì a poco, il 20 gennaio 1320, Ladislao fu comunque incoronato a Cracovia re. Tale titolo venne attribuito a Ladislao soltanto in patria, poiché all'estero la carica di re polacco era riconosciuta in capo al monarca della Boemia. L'autorità di Ladislao risultava circoscritta a due regioni principali, ovvero la Piccola e la Grande Polonia, mentre il resto del territorio che apparteneva alla corona polacca prima della frammentazione feudale del 1138 si componeva di principati amministrati da eredi della dinastia dei Piast che agivano in maniera più o meno indipendente.
La posizione di Ladislao era minacciata da tre forti potenze confinanti: l'Ordine teutonico, la Marca di Brandeburgo e la Boemia, mentre l'unico alleato dal 1320 su cui poter far sicuro affidamento rimaneva l'ungherese Carlo Roberto d'Angiò. Questa intesa si reggeva grazie al matrimonio del re d'Ungheria con la figlia di Ladislao, circostanza che permise allo Stato polacco di sopravvivere. Anziché appoggiare alla carica di imperatore del Sacro Romano Impero i Lussemburgo, come stava facendo il pontefice, Ladislao parteggiò per il casato di Wittelsbach. Per completare il quadro geopolitico, nel 1323, fiducioso del sostegno e dell'approvazione dell'Ungheria, intronizzò Bolesław Trojdenowicz (futuro Jurij II) sul trono del Principato di Galizia-Volinia. Questa manovra garantì una situazione stabile al confine sud-orientale fino al 1340.

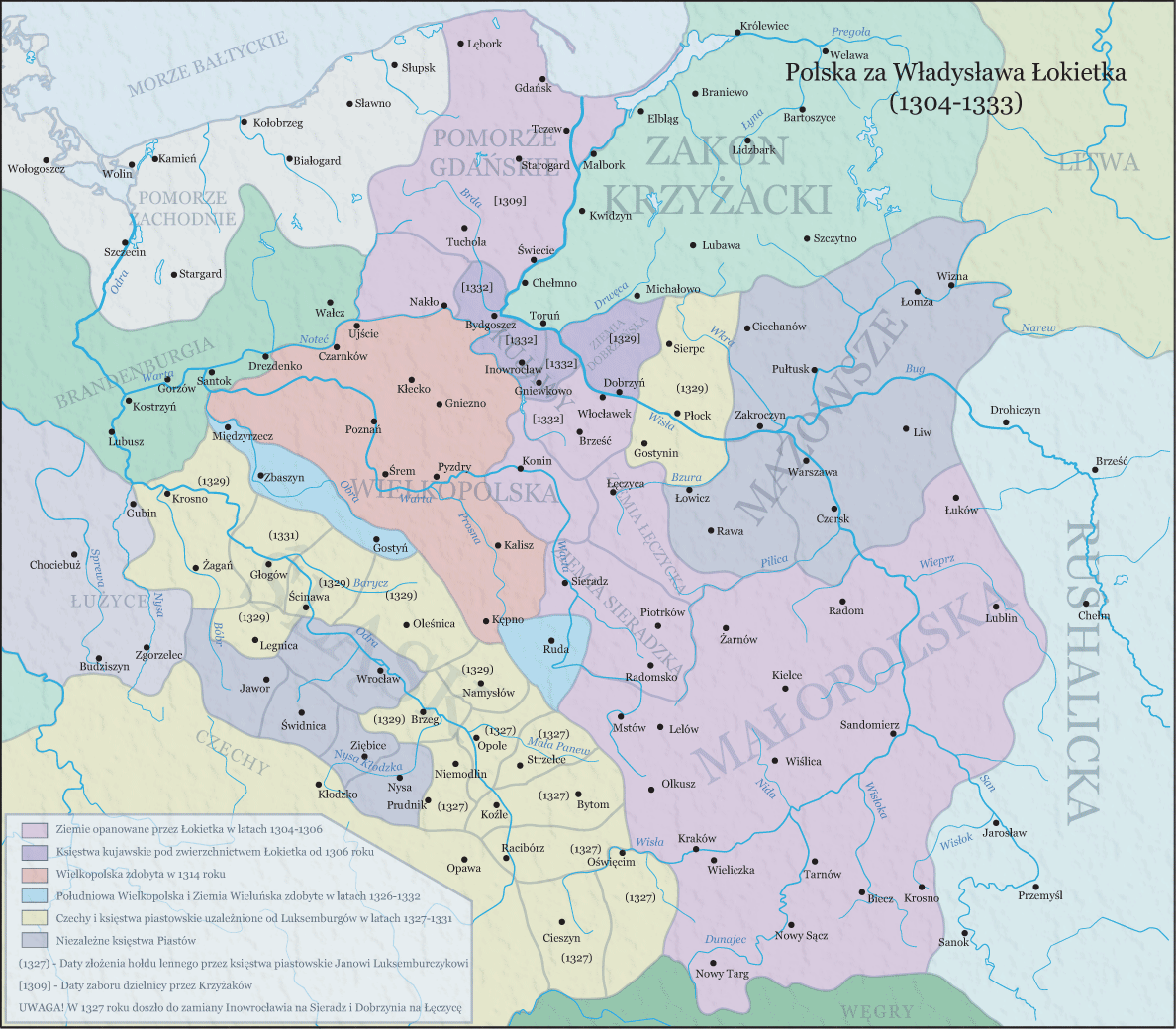
La Polonia sotto Ladislao il Breve negli anni 1304–1333

La priorità per il re di Cracovia riguardava la Pomerelia, la zona che comprendeva l'importante città di Danzica. Nel 1319, la parte polacca presentò alla curia una denuncia ufficiale contro i cavalieri teutonici e il papa accolse le accuse e nominò tre giudici per condurre il processo. La controversia ebbe inizio nel maggio 1320 e si concluse nel febbraio 1321 con un verdetto favorevole alla Polonia. L'Ordine venne obbligato a restituire la Pomerelia e a  versare 30.000 grzywna (un'unità di misura adoperata per l'argento) a mo' di risarcimento. Tuttavia, prima che, per utilizzare un'espressione giuridica moderna, la sentenza passasse in giudicato, i Cavalieri teutonici ricorsero in appello. In tale occasione, il papa non assunse una posizione chiara e, pertanto la controversia rimase irrisolta.

### Guerra polacco-teutonica (1326-1332)
Poiché i tentativi di risolvere pacificamente la contesa con i Cavalieri teutonici fallirono, Ladislao decise di compiere una mossa ardita da un punto di vista diplomatico alleandosi con la Lituania nel 1325, l'ultimo Stato pagano ancora rimasto in Europa. L'accordo con il vicino orientale venne suggellato con il matrimonio di suo figlio, Casimiro, con la figlia del granduca lituano Gediminas, Aldona. Con l'appoggio dei lituani, Ladislao invase Płock, in Masovia, e poi nel 1326 eseguì un'incursione nella Marca di Brandeburgo, dove i bavaresi Wittelsbach avevano appena assunto il potere. L'aggressione suscitò numerose critiche e venne considerata un duro colpo dei pagani alle terre cristiane, ma permise a Brandeburgo di stipulare una resa nel 1329. Al di là dei successi iniziali, tuttavia, i benefici derivanti dall'alleanza con i lituani furono scarsi. Ladislao attirò i rimproveri di chi lo riteneva un amico degli infedeli e l'ostilità dell'Ordine teutonico nei suoi confronti divenne ancora più palpabile. La Santa Sede preferì preservare un atteggiamento neutrale con riferimento alle manovre politiche compiute dal re di Cracovia. Il precedente attacco in Masovia portò a un'alleanza tra il principato di Płock e i teutonici. Per tutta risposta, nel 1327, Ladislao attaccò ancora la Masovia, scatenando la reazione dell'ordine religioso cavalleresco con un'offensiva in Cuiavia. In quel contempo, Giovanni di Lussemburgo, che continuava a rivendicare per sé il titolo di re di Polonia, intervenne nel conflitto attaccando la Piccola Polonia e fermandosi soltanto quando giunse alle porte di Cracovia. A un armistizio si arrivò nel 1328 soltanto grazie all'intervento del sovrano ungherese, il quale voleva scongiurare il rischio che la Polonia cessasse di esistere come Stato indipendente. Già probabilmente prima, nel 1327, Ladislao concluse un accordo preliminare con Carlo Roberto, promettendo a quest'ultimo che la corona polacca sarebbe passata in mano agli Angioini qualora la dinastia dei Piast si fosse estinta. Le truppe boeme marciarono verso la Prussia per sostenere le azioni dell'Ordine teutonico contro la Lituania, costringendo Ladislao, alleato della Lituania, a fornire ausilio al granduca Gediminas. Anziché recarsi verso il mar Baltico, il polacco invase la terra di Chełmno, in mano all'ordine cavalleresco. Un simile intervento portò Cracovia all'isolamento politico, poiché convinse definitivamente l'Europa che il regno stesse agendo al fianco dei pagani. La situazione fu ancora una volta sfruttata da Giovanni di Lussemburgo, alleatosi con l'Ordine teutonico quando il re polacco concesse loro soltanto la Pomerelia; al fianco dei Cavalieri, Giovanni imperversò con un suo esercito nella terra di Dobrzyń. I Cavalieri teutonici surclassarono i loro nemici, mentre i boemi costrinsero Venceslao, duca di Płock, a rendere un omaggio feudale. Fu a quel punto che la Masovia passò sotto l'autorità di Giovanni mentre la guerra sembrava arridere sempre meno a Cracovia. Nel 1329, i teutonici attaccarono la Cuiavia, forse dopo essersi assicurati l'appoggio del voivoda di Poznań, Vincenzo di Szamotuły. La rappresaglia scatenata dal monarca di Cracovia, appoggiata dalle truppe ungheresi, lituane e rutene nella terra di Dobrzyń nel 1330 non sortì alcun risultato duraturo. L'anno seguente, nel 1331, l'Ordine teutonico si spinse verso sud dando luogo alla battaglia di Płowce, ampiamente strumentalizzata dalla propaganda di entrambe le fazioni. Dallo scontro non emerse un vero e proprio vincitore, ma le pesanti perdite inflitte ai teutonici ritardarono le loro attività. Assicuratisi il predominio sulla terra di Dobrzyń e nel 1332 anche della Cuiavia, fu soltanto tramite l'intervento della Santa Sede che si giunse alla stipula di una tregua dalla durata di dodici mesi; le parti promisero altresì di sottoporre la controversia all'arbitrato del re ungherese e di quello boemo. Approfittando dell'interruzione dei combattimenti, Ladislao organizzò una spedizione punitiva di successo contro i Piast di Głogów, i quali governavano la Piccola Polonia sud-occidentale.

### Morte e lascito
Nel 1333, quando era ancora in vigore la pace, Ladislao il Breve morì. La sua politica estera, spesso contrassegnata da scelte dubbie e fallimentari (si pensi alle lotte contro i teutonici e alla perdita della sfera di influenza su Slesia e Masovia), condusse a una riduzione territoriale dello Stato, sebbene egli riuscì nell'arduo compito di preservare per sé la corona e di non perdere il controllo delle due principali province della Polonia. I pochi angoli della Polonia che non patirono le costanti guerre preservarono un proprio grado di autonomia.

## Il regno di Casimiro il Grande (1333-1370)

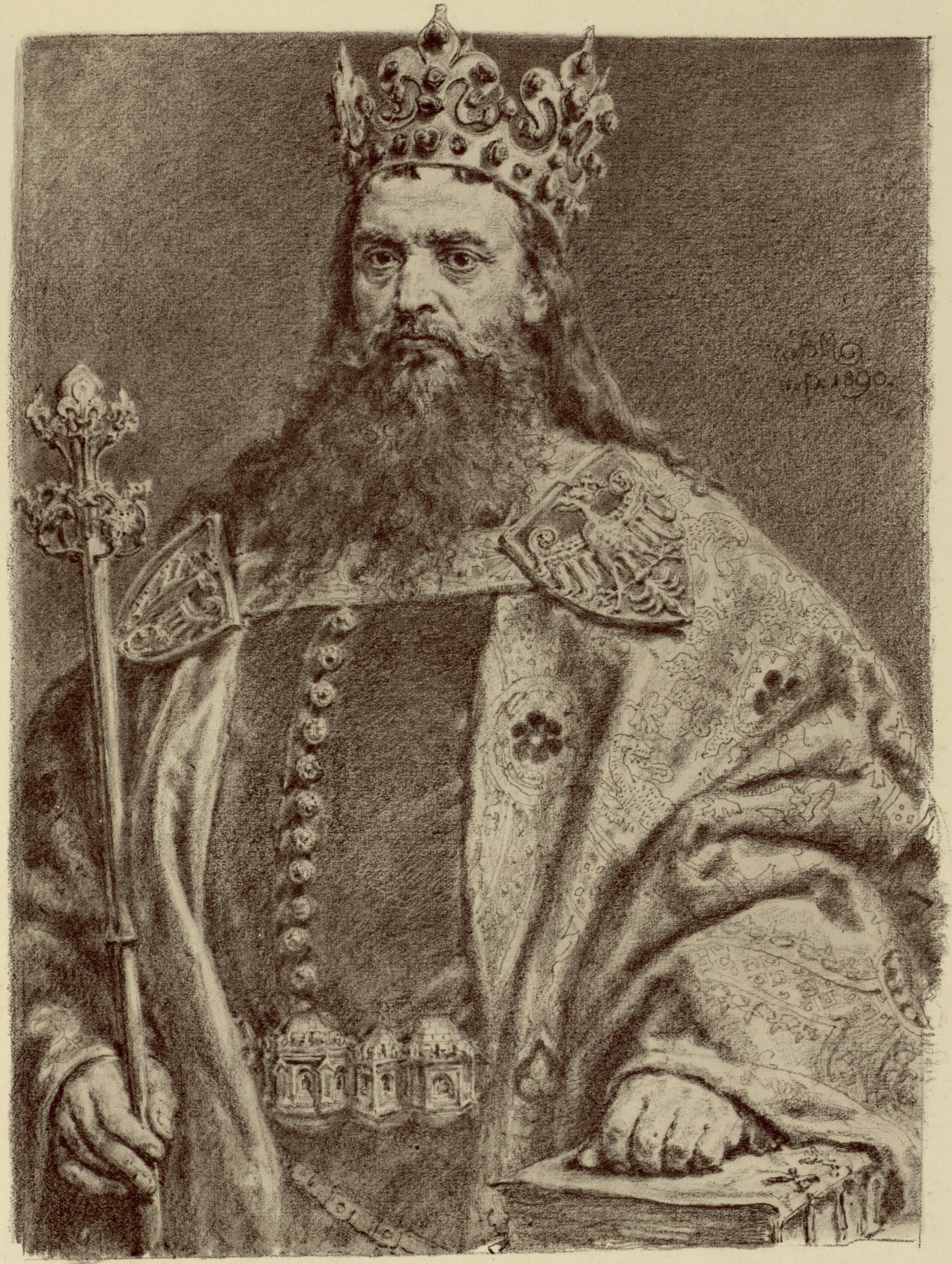
Casimiro III il Grande come immaginato da Jan Matejko nel 1890

L'unico figlio maschio in vita di Ladislao, Casimiro, fu incoronato due mesi dopo la morte del padre nella cattedrale del Wawel. Questi ereditò uno Stato diviso in due distretti principali collegati per mezzo delle sole terre di Sieradz e Łęczyca, a capo delle quali Ladislao aveva posto i Piast di Cuiavia. All'indomani del suo insediamento, il monarca si concentrò sulla necessità di traghettare il Paese fuori dall'isolamento politico, affinché si risolvesse la disputa con i Cavalieri teutonici e cessasse la lotta, ancora formalmente in corso, con i boemi. La sua strategia politica fu condotta con il sostegno dei consiglieri della Piccola Polonia, tra cui l'arcivescovo di Cracovia, Jarosław Bogoria, il castellano di Cracovia, Spicimir di Tarnów e il cancelliere Zbigniew di Szczyrzyc. Le mosse compiute da Casimiro furono eseguite con estrema cautela, poiché egli tentò altresì di trarre vantaggio da congiunture economiche favorevoli. Già prima dell'incoronazione, fu possibile prolungare la tregua ancora vigente con l'Ordine teutonico di un anno, evento a cui seguì un'ulteriore proroga di dodici mesi fino al 1335. I Cavalieri teutonici si mostrarono tendenzialmente inclini a effettuare concessioni, accettando di sottoporre il caso ereditato dal figlio di Ladislao a una commissione di arbitrato. Inoltre, si dichiararono in un primo momento aperti alla possibilità di cedere Brzeg, in Cuiavia, al duca di Masovia Siemowit II.

### Relazioni con i Lussemburgo, i Wittelsbach e l'Ordine teutonico
Casimiro intrattenne presto dei rapporti diplomatici con la Marca di Brandeburgo, situata grosso modo nella moderna Polonia nord-occidentale. Nel luglio 1333 fu concluso un accordo di pace che prevedeva di cooperare lungo la frontiera contro saccheggi e razzie compiute da nemici esterni. I cambiamenti avvenuti nello scenario internazionale a metà degli anni Trenta concessero a Casimiro l'opportunità di eseguire ulteriori operazioni. Enrico di Carinzia morì nel medesimo periodo e la disputa sulla sua eredità interessò le principali dinastie della regione, ossia gli Asburgo, i Wittelsbach e i Lussemburgo. Le prime due famiglie, essendo tra di loro alleate, isolarono Giovanni di Lussemburgo e lo costrinsero a cercare nuovi sostenitori. Il re polacco non esitò ad approfittare della situazione. Nel maggio 1335 Casimiro chiese ai Wittelsbach di unirsi alla campagna militare che intendeva avviare e provò a suggellare l'unione, la quale avrebbe dovuto essere ratificata a giugno, allestendo i preparativi di un matrimonio tra sua figlia e il figlio minore dell'imperatore Ludovico il Bavaro. Durante i negoziati, si scelse di estendere la validità di questa collaborazione contro chiunque avesse violato la pace. Tentando di neutralizzare la minaccia, alla fine del mese di maggio del 1535 i Lussemburgo reagirono prontamente ai piani della Polonia e inviarono a Sandomierz il figlio del re ceco, il margravio della Moravia Carlo. A seguito dei colloqui con lui intrattenuti si stipulò una tregua, sebbene l'atto sottoscritto risultasse in aperta contraddizione con quanto concordato prima, nel 1332, con i teutonici, in quanto si prevedeva di non stipulare mai alcun accordo con il re di Cracovia. La risoluzione della controversia con il suo vicino meridionale risultava una priorità per Casimiro, motivo per cui cercò di ritardare il più possibile la ratifica del trattato con Brandeburgo. Inviò degli emissari ai Wittelsbach per chiarire i contenuti del trattato di alleanza al fine di guadagnare più tempo, poiché la ratifica del trattato fu posticipata all'8 settembre. Il monarca di Cracovia sfruttò gli oltre due mesi guadagnati e organizzò un incontro della sua legazione con Giovanni di Lussemburgo, poi avvenuto a Trenčín, oggi in Slovacchia e ai tempi appartenente al regno d'Ungheria. In quest'occasione Casimiro era rappresentato da dignitari provenienti dalla sola Piccola Polonia, i quali stavano guadagnando una posizione sempre più autorevole nell'apparato statale. Al termine della riunione del 24 agosto 1335, i delegati delle due parti firmarono un'intesa, sempre a Trenčín, ai sensi della quale la casata di Lussemburgo rinunciava formalmente a ogni diritto sulla corona della Polonia e si impegnava a raggiungere la pace. In cambio, Casimiro doveva astenersi dal pianificare campagne belliche nella parte di Slesia e Masovia in mano alla Boemia, malgrado forse il polacco non avanzò alcuna rivendicazione espressa su tali territori. Dopo l'incontro, Giovanni I di Boemia (anche detto di Lussemburgo) non adoperò più il titolo di "re di Polonia" e i documenti reali cessarono di etichettare Casimiro come mero governatore di Cracovia. Si statuì che l'accordo preliminare avrebbe dovuto essere ratificato da Casimiro, ma quest'ultimo ritardò nell'emissione dei documenti finali, in attesa di ulteriori sviluppi. La data fissata a ottobre per lo scambio dei documenti slittò, lasciando irrisolto il caso del titolo di re di Polonia.
Contemporaneamente alla questione boema, Casimiro si prodigò per risolvere la disputa con i Cavalieri teutonici. Intorno al luglio del 1335, il re e l'arcivescovo di Gniezno presentarono delle istanze a papa Benedetto XII finalizzate a contrastare la legittimità delle acquisizioni compiute dall'ordine religioso cavalleresco in Pomerania. Da Marienburg, capitale dello Stato monastico, si replicò alle accuse inviando alla capitale pontificia delle copie di documenti che confermavano la concessione della Pomerania e di altre terre. Sin dal principio si comprese che il processo non si sarebbe esaurito in tempi rapidi e, pertanto, le parti convennero nel delegare la decisione a un tribunale arbitrale che avrebbe dovuto dirimere la controversia a Visegrád. Carlo Roberto e Giovanni di Boemia agirono in veste di pacieri e dettarono le condizioni iniziali finalizzate a intavolare un trattato di pace tra lo Stato monastico e la Polonia. Fu annullata la concessione ai Cavalieri teutonici di Dobrzyń dal 1329 che passò, assieme alla Cuiavia, a Casimiro. La Pomerania, invece, rimase sotto il controllo dell'ordine religioso; dal canto suo, la corona polacca non vi rinunciò formalmente e continuò a reclamarla. I teutonici preservarono anche la supremazia sulla terra di Chełmno. Inoltre, fu stabilito che le parti avrebbero rinunciato a richiedere qualsiasi risarcimento per danni di guerra e che avrebbero concesso l'amnistia ai prigionieri. Casimiro avviò le procedure necessarie alla ratifica degli atti ma, come per i patti di Trenčín, i tempi furono ritardati consapevolmente, stavolta in attesa degli esiti del processo condotto in curia. Il Congresso di Visegrád, ad ogni modo, riuscì a sanare definitivamente la controversia con i boemi a condizioni più favorevoli rispetto a prima per Casimiro. Il re di Polonia ottenne il diritto incontestato di fregiarsi del titolo di re di Polonia al prezzo di 1.200.000 grossi di Praga pagati a Giovanni I di Boemia. Allo stesso tempo, si impegnò a non pianificare alcuna offensiva in Slesia e in Masovia. L'alleanza venne rafforzata dalle trattative finalizzate a combinare un matrimonio tra la figlia di Casimiro Elisabetta e un nipote di Giovanni di Boemia.

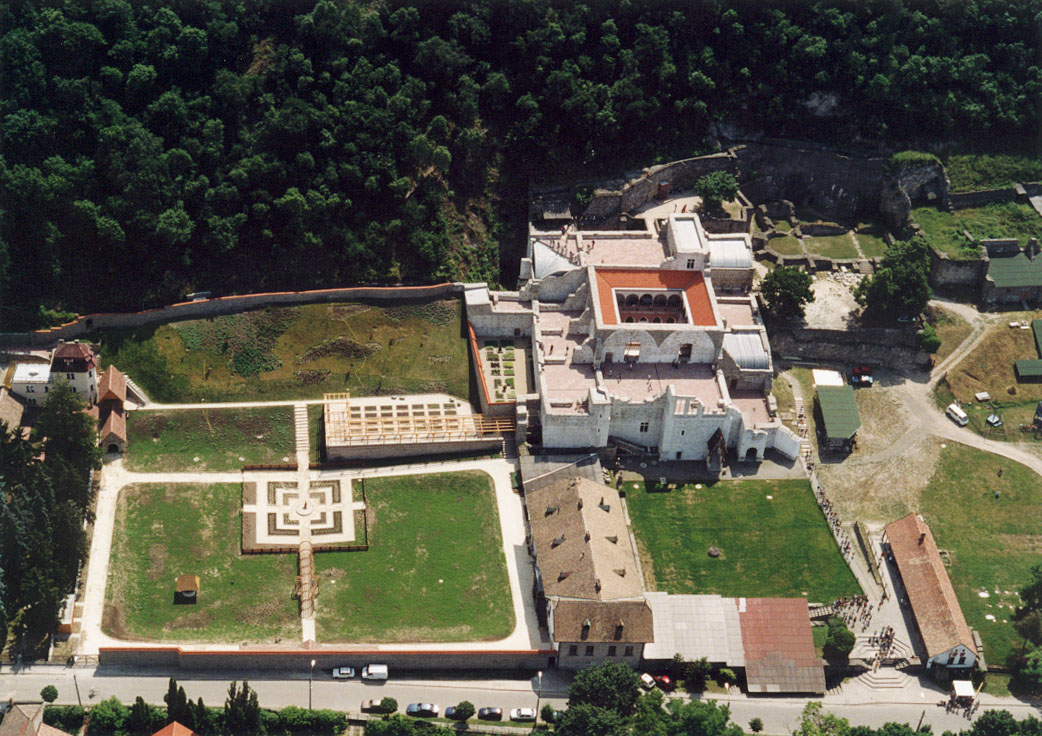
Il palazzo reale a Visegrád

Nonostante Giovanni avesse rinsaldato i rapporti con la Polonia, egli continuò a mantenere un atteggiamento filo-teutonico nelle controversie tra Casimiro e l'Ordine. Così si intuisce come Giovanni si propose come mediatore per scongiurare lo scoppio di un nuovo conflitto e comunicò alle controparti la decisione di voler intrattenere dei colloqui bilaterali a Inowrocław nei primi mesi del 1337. Il giorno prima del loro inizio, che resta sconosciuto, il sovrano boemo emise una dichiarazione solenne in cui riconosceva come legittime le pretese di Marienburg sulla Pomerania risalenti al 1329. Questa mossa fu percepita come un aperto sostegno palesato da Giovanni all'Ordine nella controversia, motivo per cui Casimiro preferì assumere un atteggiamento freddo e temporeggiatore, generando un periodo di incertezza politica. Casimiro provò a rafforzare la sua posizione nel marzo 1337 concludendo un accordo con Ladislao Garbaty, duca di Łęczyca e Dobrzyń, in cui quest'ultimo si impegnava a consegnare al re il Ducato di Cuiavia, di sua proprietà, in cambio della concessione a vita della terra di Łęczyca. Casimiro confidava molto in tale patto, poiché sperava che nei futuri negoziati con l'Ordine sarebbero state annullate le decisioni di Visegrád e la Cuiavia sarebbe stata assegnata al duca Ladislao, come detto amico della Polonia.
Nel frattempo, si decise di posticipare di qualche anno e con il consenso di tutte le parti i colloqui a Inowrocław, convenendo pure che qualsiasi decisione sarebbe stata presa assumendo come base di partenza quanto statuito a Visegrád. Grazie a questo slittamento temporale, il re polacco ottenne condizioni più favorevoli, non senza però accantonare alcune delle sue pretese. Prima di tutto, fu abbandonata la scelta di continuare a chiedere la restituzione della Pomerania, rinunciando ai diritti che Ladislao, padre e predecessore di Casimiro, possedeva su quelle terre. Si rinunciò anche al possesso della terra di Chełmno, rimasta dunque in mano all'Ordine, ma non ai tributi che alcuni feudatari continuavano a versare a Cracovia. Nel corso delle trattative, il re di Polonia escluse la possibilità di proseguire la collaborazione con la Lituania, promettendo altresì l'amnistia per i suoi sudditi che avevano combattuto a fianco dell'Ordine e impiegandosi a liberare i prigionieri. In cambio, egli domandò la rinuncia da parte dello Stato monastico a qualsiasi richiesta di risarcimento. Egli garantì inoltre che le sue relazioni con l'Ungheria non avrebbero nuociuto ai teutonici, rigettando la ricostruzione di coloro che ritenevano che Carlo Roberto ambisse ad inserirsi nella contesa per il possesso della Pomerania. Fu comunque ribadito che gli Angioini avrebbero avuto diritto a subentrare ai Piast in caso di assenza di un erede maschio. Queste decisioni furono riportate per iscritto su un documento e timbrate con un sigillo da entrambe le controparti. Il termine previsto per la ratifica, espressamente menzionato nell'atto, doveva intercorrere entro tre mesi. A seguito di tale arco temporale, Casimiro avrebbe ripreso possesso della Cuiavia e della terra di Dobrzyń. A dir la verità, alcune delle modifiche territoriali avvennero già nell'immediato, come per esempio la pacifica ripresa da parte della Polonia di Inowrocław, in Cuiavia, e del castello di Dobrzyń.
Casimiro si convinse con il tempo a non accettare compromessi e non ratificò l'accordo, adducendo come pretesto problematiche di carattere burocratico. In realtà, egli attendeva ancora sviluppi derivanti dall'indagine condotta dai delegati della Santa Sede. La sua fiducia si dimostrò fondata, poiché la commissione pontificia, chiamata a svolgere compiti di indagine, riconobbe la legittimità delle accuse polacche e nel 1338 rinviò a giudizio le controparti. Le udienze decisive si svolsero nel 1339 a Varsavia e il processo si svolse in contumacia, poiché l'Ordine teutonico non inviò dei propri rappresentanti limitandosi a mettere in dubbio il potere di giurisdizione dei giudici nominati dal papa. Il verdetto venne emesso il 15 settembre 1339 e arrise alle richieste polacche, poiché i giudici ordinarono ai Cavalieri teutonici di restituire il possesso della Pomerania, della Cuiavia, di Dobrzyń e di Michałów. Inoltre, l'ordine religioso cavalleresco venne condannato a pagare un ingente risarcimento. Lo Stato monastico ricorse in appello e il papa, nonostante gli sforzi diplomatici compiuti da polacchi, riconobbe la fondatezza dei vizi di formalità segnalati e si rifiutò di rendere esecutiva la sentenza favorevole a Casimiro. I contenuti della sentenza furono infine ritenuti invalidi nel 1341, quando Benedetto XII si dichiarò propenso a risolvere la controversia in prima persona. All'esito del suo intervento, egli riconobbe i diritti dell'Ordine sulla Pomerania e comandò la sola restituzione delle terre occupate a seguito dell'ultimo conflitto polacco-teutonico. Un simile sviluppo indubbiamente condizionò il cambio di rotta nella politica polacca avvenuto nei primi anni Quaranta. Casimiro preferì infatti assicurarsi una maggiore indipendenza dagli Angioini e stringere relazioni più salde con la casata dei Lussemburgo. Casimiro si recò a Praga nel luglio 1341, dove furono avviati i colloqui finalizzati a definire un nuovo asse polacco-boemo. Fu in quell'occasione che avvennero i preparativi del matrimonio che avrebbero dovuto consentire a Casimiro di sposare la figlia di Giovanni di Boemia, Margherita. Tuttavia, la nobildonna perì prima della cerimonia e il nobile Carlo di Moravia dovette orchestrare le nozze del re polacco con la principessa Adelaide d'Assia, figlia di Enrico II d'Assia.

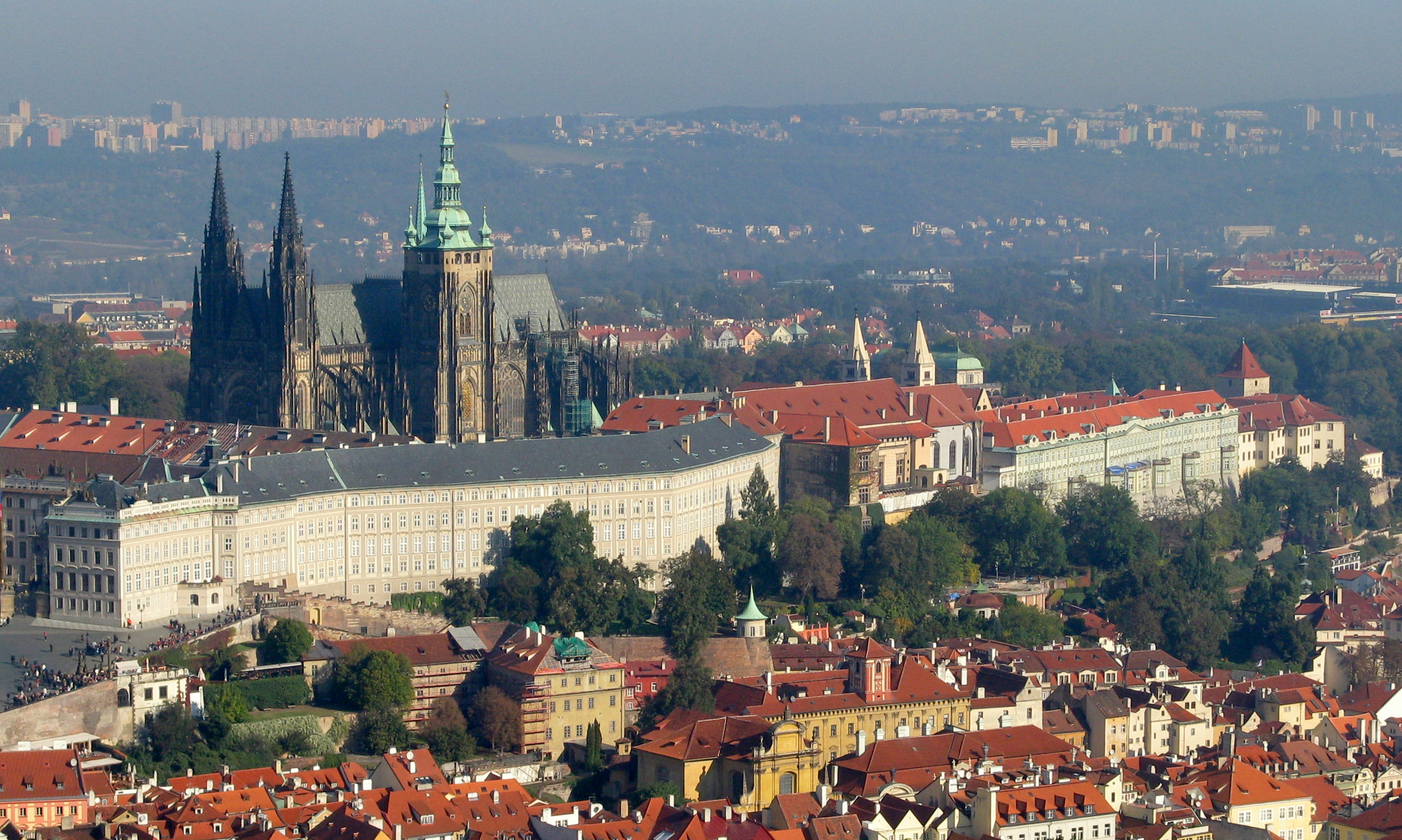
Il castello e la cattedrale di Praga visti dall'alto: Casimiro vi si recò nel 1341 per discutere della costituzione di un asse polacco-boemo

Nell'autunno del 1341, si tennero ulteriori colloqui con l'Ordine teutonico, questa volta a Toruń, alla presenza dei rappresentanti dei Lussemburgo, di Carlo Roberto, di Casimiro e dell'hochmeister Dietrich von Altenburg. La morte di quest'ultimo portò all'interruzione delle trattative e, di lì a poco, perirono pure Carlo Roberto, Benedetto XII e uno dei più strenui oppositori dello Stato monastico, ovvero l'arcivescovo di Gniezno Ianislao. Di conseguenza, alla corte polacca, lo spirito animoso che aveva spronato il re a proseguire la disputa si affievolì. I vecchi consiglieri legati a re Ladislao, predecessore di Casimiro, furono rimpiazzati da membri più giovani, spesso propensi a stipulare una pace. Allo stesso tempo, i cambiamenti avvenuti ad Avignone e a Buda incoraggiarono Casimiro a cercare di concludere una volta per tutte i dissapori. Il nuovo pontefice Clemente VI non avanzò alcuna proposta per risolvere la controversia, mentre il successore di Carlo Roberto, Luigi I, si concentrò sulla politica meridionale e si defilò sempre dall'ipotesi di coinvolgimento nella disputa polacco-teutonica.
Non fu facile risolvere definitivamente il conflitto. I negoziati furono ostacolati sia dalla profonda sfiducia verso la controparte sia dall'opposizione dell'élite della Grande Polonia, la quale, a differenza dei magnati della Piccola Polonia, non pareva incline a giungere una rappacificazione. Alla fine i colloqui iniziarono nel 1343, perlopiù grazie all'intervento dell'arcivescovo mediatore di Gniezno, Jarosław Bogoria di Skotniki, uomo con uno spiccato senso della politica e rientrante tra i consiglieri più fidati di Casimiro il Grande. Ancor prima di cominciare i negoziati, il re polacco rafforzò la sua posizione concludendo un'alleanza anti-teutonica con i duchi della Pomerania occidentale, in virtù del matrimonio fra il principe Boghislao e la figlia di Casimiro Elisabetta.

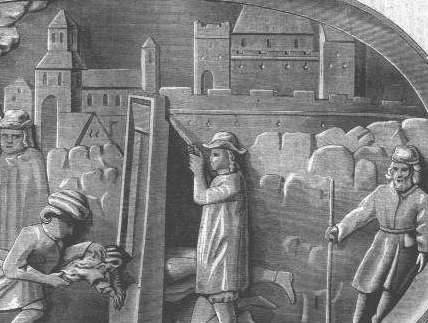
Il castello reale di Kalisz in un bassorilievo del XIV-XV secolo

Le conversazioni si tennero presso il castello reale di Kalisz e, come punto di partenza, si ripercorsero le decisioni assunte a Inowrocław del 1337. Tenendo presente la mutata situazione politica, nessuna delle controparti fece riferimento ai deludenti risultati dell'arbitrato di Visegrád. Secondo il nuovo documento, Casimiro rinunciava ai diritti su tutti i territori di proprietà dell'Ordine, confermava che lo Stato monastico fosse il detentore delle terre di Chełmno e di Michałów e rinunciò infine alle pretese sulla Pomerelia. In cambio, Marienburg restituiva la Cuiavia e la terra di Dobrzyń. La contesa sulla Pomerania fu risolta con l'apposizione di una formula di compromesso, quella della «concessione perpetua». Ai sensi di questa clausola, la corona polacca avrebbe tollerato de facto il possesso della regione ai Cavalieri teutonici. Alcuni protocolli aggiuntivi regolarono delle questioni specifiche, come l'invio di un emissario ad Avignone per chiedere la conferma papale, la garanzia della libertà per i prigionieri e l'introduzione dell'amnistia per chi avesse preferito non fare ritorno in patria perché al servizio dello schieramento prima a lui ostile. Casimiro si impegnò anche a non appoggiare i «pagani», cioè i lituani, impegnati a difendersi dalla crociata capeggiata dai Cavalieri teutonici. Un ulteriore documento assicurava che gli Angioini non avrebbero cercato di riconquistare le terre assegnate allo Stato monastico in caso di assunzione del potere in Polonia. Il contenuto principale del trattato di Kalisz fu concordato all'inizio di luglio 1343 e il giorno 23 dello stesso mese si tenne uno scambio solenne degli atti a Wierzbica, vicino a Inowrocław, in concomitanza con una cerimonia solenne in cui si giurò di pace. Al fine di evitare complicazioni legate alle garanzie ungheresi (che secondo la parte polacca, avevano in passato vanificato la ratifica dei trattati di Inowrocław), nel nuovo trattato si inserirono a titolo di garanzia delle figure di spicco che dovevano rimanere fino alla ratifica lontane dal proprio Stato di appartenenza. Per quanto riguardava il regno, fungevano da garanti i duchi della Masovia, della Cuiavia e alcuni rappresentanti della szlachta della Piccola e della Grande Polonia, nonché provenienti dalle principali città. Nei documenti ci si impegnava a invocare il rispetto del loro contenuto nel caso in cui una delle controparti avesse cercato di violarle, prima di ricorrere alla soluzione militare. Ulteriori atti specifici vennero emessi in un secondo momento da rappresentanti del clero, i quali rinunciavano al risarcimento per i danni materiali arrecati dalla guerra polacco-teutonica contro Ladislao e annullavano di fatto il verdetto di una precedente sentenza invece più favorevole a Cracovia.
La firma del trattato di pace instradò una nuova stagione diplomatica tra le due potenze. Sebbene la szlachta della Grande Polonia fosse in gran parte riluttante nei suoi confronti e avesse persino accusato il re di aver effettuato concessioni eccessive, l'intesa consentì a Casimiro di potersi focalizzare del tutto sugli affari orientali e assicurò la pace tra polacchi e teutonici per oltre un cinquantennio.

### Espansione ad est

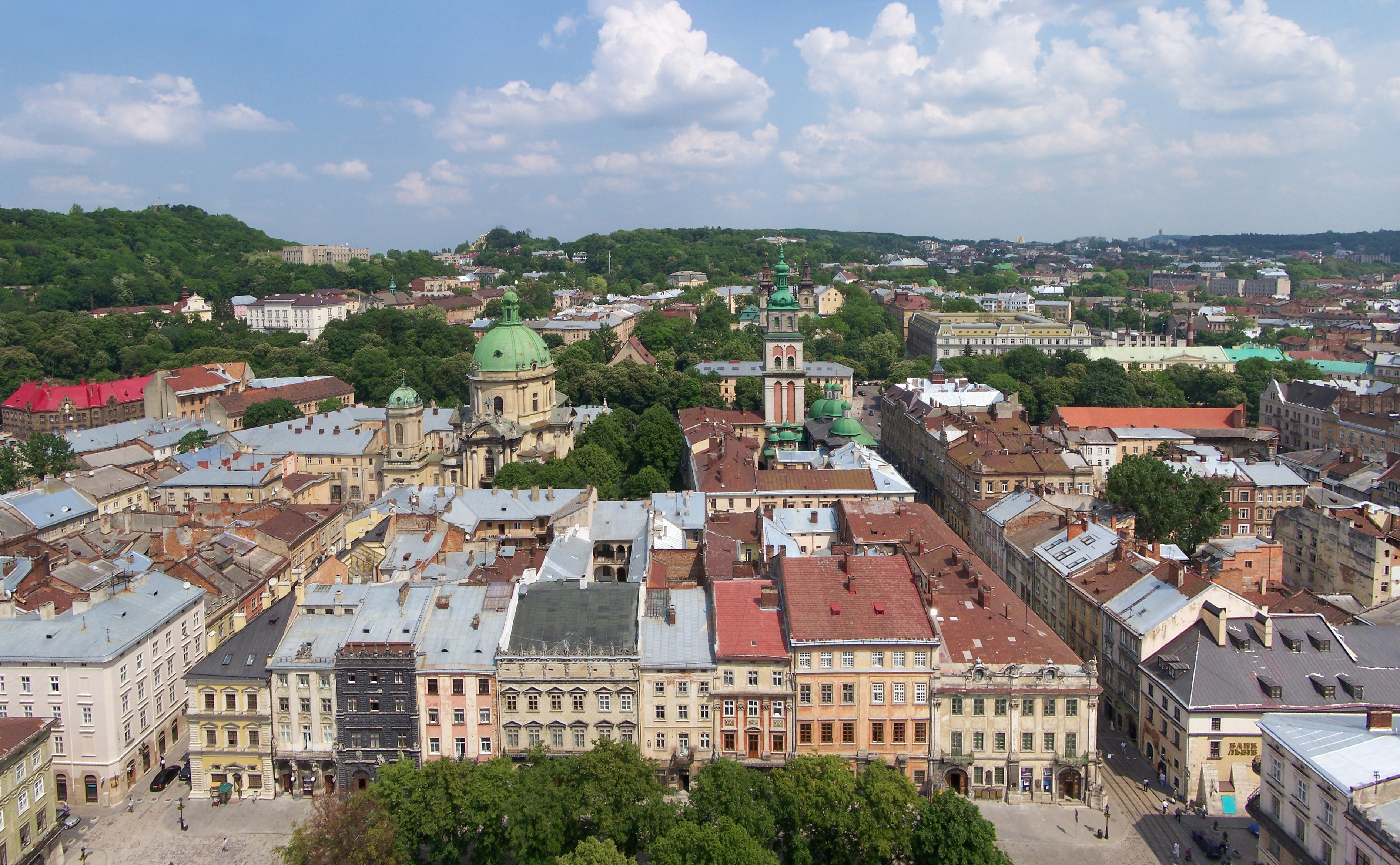
La città vecchia di Leopoli, devastata da Casimiro nel 1340

In un contesto in cui l'eventualità di riconquistare la Pomerania stava diventando sempre più nebulosa, mentre gli Angioini e i Lussemburgo tessevano rapporti con maggiore frequenza (il trattato di alleanza del 1338 era diretto indirettamente contro Casimiro), il re di Polonia fu costretto a cercare opportunità di espansione in una nuova direzione. Nel 1338, a Visegrád, il monarca polacco incontrò Carlo Roberto, oltre probabilmente al principe di Rutenia Bolesław Trojdenowicz. Gli storici ipotizzano che ebbero luogo alcuni accordi tripartiti riguardo alla successione al trono ruteno in caso di morte senza eredi da parte di Trojdenowicz. È possibile che il principe ruteno avesse promesso il Principato di Galizia-Volinia al suo lontano parente, Casimiro, in cambio del suo sostegno nella corsa al trono. La conferma ungherese potrebbe essere stata resa necessaria a causa delle antiche rivendicazioni ungheresi sull'eredità rutena e per via dei patti di successione tra i Piast e gli Angiò. È verosimile che l'espansione orientale di Casimiro fosse stata favorita dalla firma del trattato sopraccitato stipulato con la Boemia nel febbraio 1339, ai sensi del quale la Polonia promise di non violare i possedimenti dei Lussemburgo in Slesia e Masovia.
Nell'aprile del 1340 Bolesław Trojdenowic, divenuto noto come Jurij II di Galizia, fu avvelenato dai boiardi, comportando così un vuoto di potere. La politica della Galizia-Volinia era formalmente influenzata dai tartari, ma il principato faceva gola a svariate potenze vicine: la Polonia, il Granducato di Lituania e il Regno d'Ungheria. Casimiro il Grande intensificò i preparativi per la campagna subito dopo la morte di Jurij II, facendo il suo ingresso in Rutenia, raggiungendo Leopoli e saccheggiando anche il tesoro del principe. La città fu incendiata e i mercanti furono fatti prigionieri e condotti con la forza in Polonia, un atto che ebbe lo scopo di mettere in mostra la risolutezza di Casimiro. La spedizione militare vera e propria ebbe luogo due mesi più avanti con il supporto ungherese. Grazie a tale operazione, Casimiro riuscì ad assicurarsi il possesso della Galizia nel 1349, sebbene le zone più esterne non furono direttamente incorporate alla Polonia e finirono sotto la giurisdizione del boiardo locale Demetrio Detko. Al contempo, una porzione dei feudi in mano a Jurij II, nello specifico Luc'k, Chełm e Belz, passò in mano ai lituani.
Malgrado questa serie di battaglie, Casimiro ottenne un successo temporaneo e innescò le guerra di Galizia-Volinia che avrebbe devastato il Principato per diversi decenni a venire. Il conflitto tuttavia estese presto la propria portata, tanto che nel 1340 la parte sud-orientale della Polonia e l'Ungheria furono coinvolte da schermaglie su piccola scala. La gravità della situazione è testimoniata dal fatto che Casimiro dovette rivolgersi ad alcuni governanti polacchi e alla Santa Sede per chiedere ausilio. Questi presentò la richiesta di assistenza come una necessità per combattere i «tartari infedeli» per mezzo di una crociata e, come conseguenza, riuscì a ottenere da Avignone un'esenzione di due anni dal pagamento della decima. Negli anni successivi, Cracovia avanzò più volte la medesima richiesta per scampare al versamento della decima, riuscendo con questo stratagemma a migliorare la condizione dell'erario.

### La lotta per Wschowa

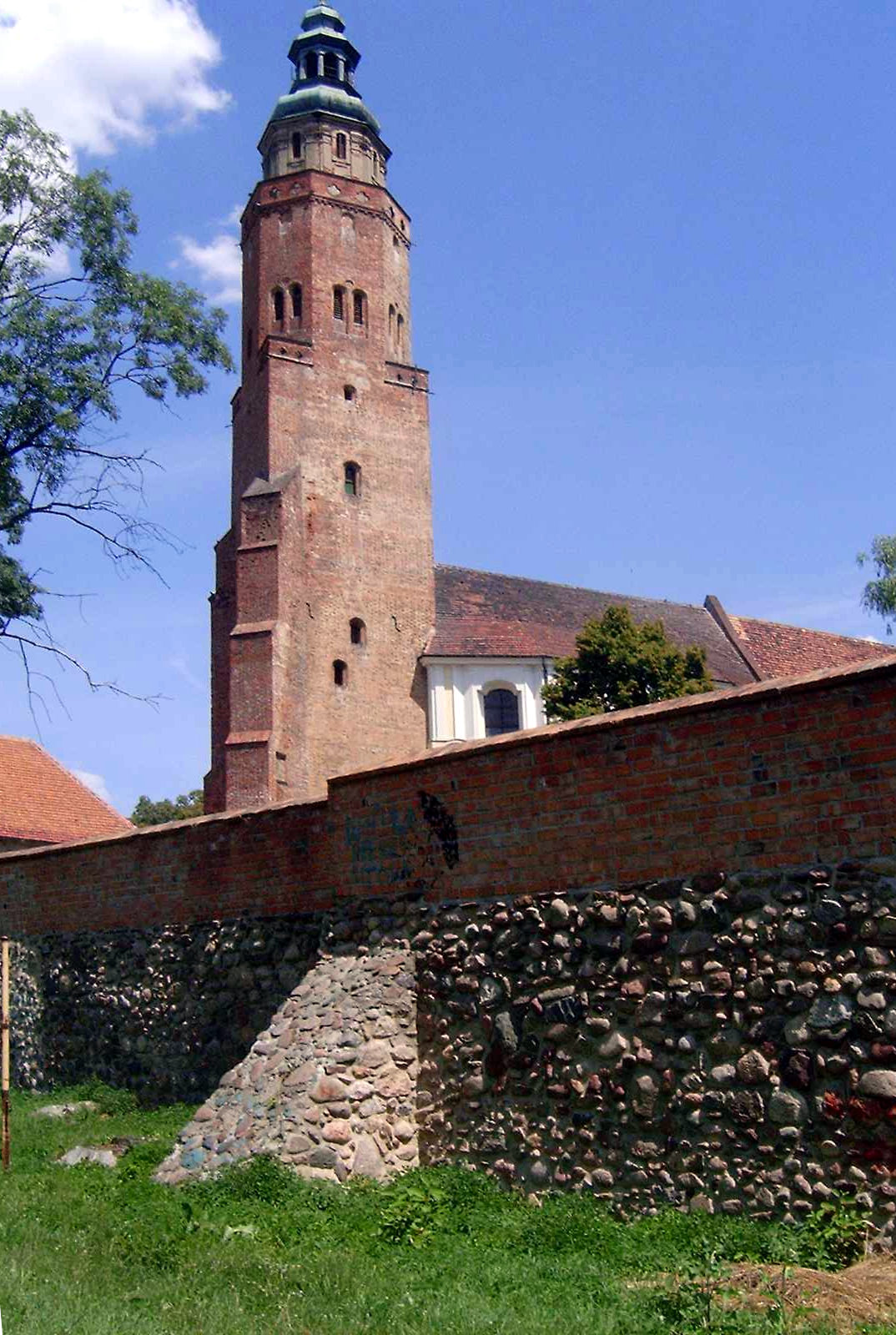
Mura difensive medievali e torre della chiesa parrocchiale di Wschowa

Pur venendo coinvolto nelle vicende del principato a est, Casimiro allo stesso tempo non rinunciò ai tentativi di riconquistare i feudi dei Piast in Slesia. Nel 1342 morì il duca di Żagań Enrico IV il Fedele, a cui subentrò suo figlio Enrico V, detto di Ferro. Questi ritardò nel rendere omaggio alla casata di Lussemburgo, progettando allo stesso tempo di riconquistare Głogów, che era in mano ceca dal 1331. Enrico V attaccò Głogów e la espugnò nella prima metà del 1343; in siffatta situazione, Casimiro finse di dimostrarsi disponibile ad affiancare il duca di Żagań, che intendeva stravolgere la geografia politica dell'intera Slesia. In seguito, tuttavia, colpì inaspettatamente Enrico V e i suoi sostenitori principali, Giovanni da Ścinawa e Corrado I di Oleśnica, al fine di riconquistare la terra di Wschowa, situata entro i confini storici della Grande Polonia. Dopo i fallimenti iniziali, l'esercito di Casimiro catturò Wschowa, devastando i ducati di Żagań e Ścinawa e incendiando il centro principale di questa seconda entità amministrativa. I principi della Slesia furono costretti a chiedere la pace, accettando a quel punto di consegnare Wschowa e i dintorni a Cracovia. Il conflitto locale fu favorevole ai Lussemburgo, perché il duca sconfitto di Żagań si rivolse ai boemi e nel novembre 1344 pagò a Praga un tributo feudale a Giovanni. Inoltre restituì al principe tutte le terre occupate, inclusa una metà di Głogów, e promise di aiutarlo a riconquistare Wschowa.

### Guerra con la casata di Lussemburgo

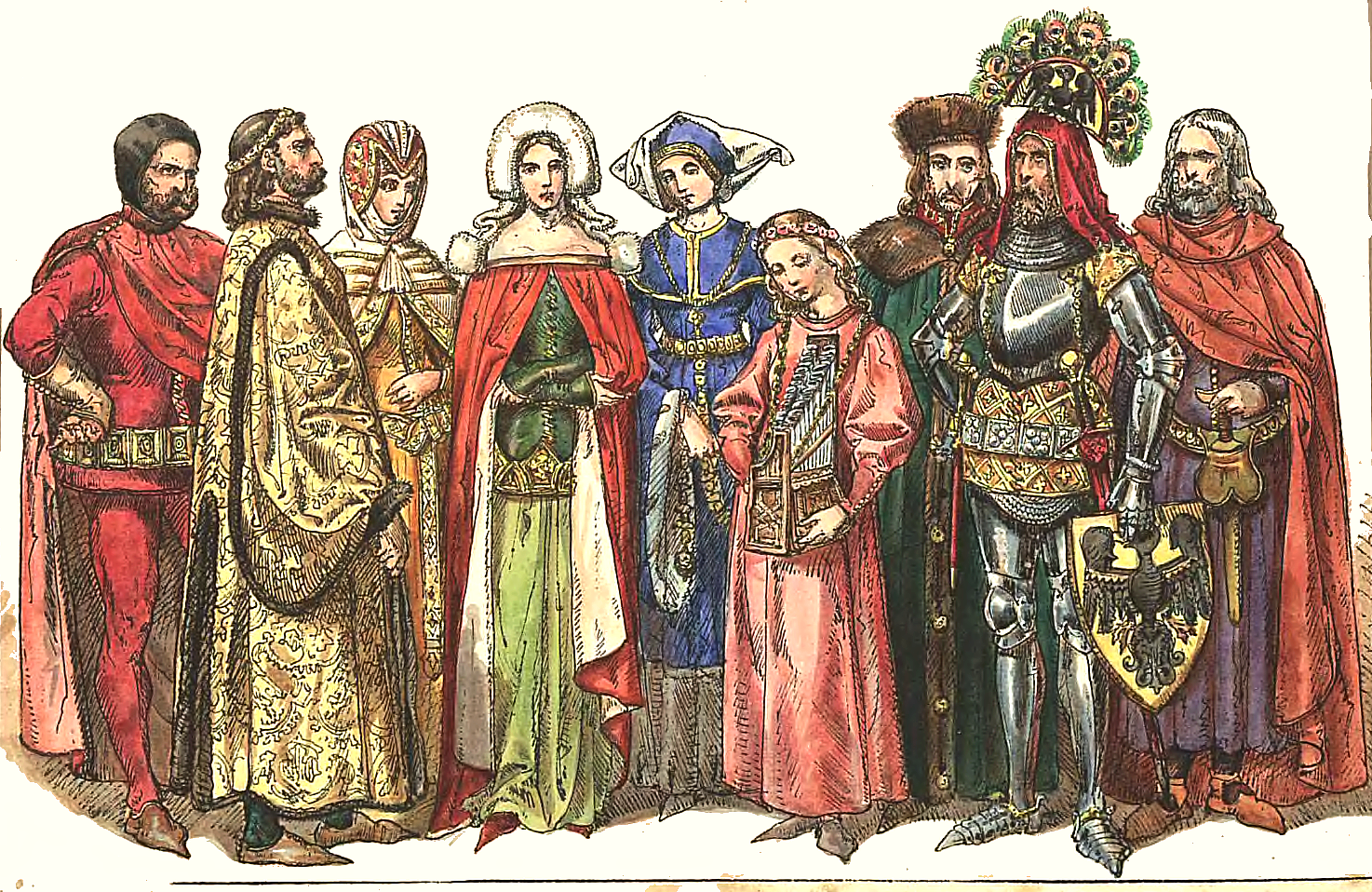
Abbigliamento tipico dell'aristocrazia polacca nel XIV-XV secolo

In un momento iniziale, non si pensava che il conflitto minore in Slesia avrebbe potuto ingenerare grosse ripercussioni. Al contrario, Giovanni di Boemia trasse forte beneficio dal conflitto, guadagnandosi un fedele vassallo e alleato, ovvero Enrico detto il Ferro. Le relazioni tra il re boemo e il suo omologo polacco peggiorarono, spingendo il secondo a cercare nuovi alleati. Nel gennaio 1345, Casimiro il Grande stipulò un'alleanza con i Wittelsbach, con la speranza di stringere meglio i legami con la Marca di Brandeburgo. Una simile manovra fu probabilmente incentivata dell'ultimo principe indipendente della Slesia, Bolko II di Świdnica, già alleato di Casimiro. Nonostante non fosse quello lo scopo ufficiale, si comprendeva tra le righe che tale intesa era diretta contro i Lussemburgo. L'accordo fu siglato con il matrimonio della figlia di Casimiro Cunegonda e del figlio del conte palatino del Reno Ludovico il Bavaro, Ludovico VI di Baviera, celebrato a metà del 1345. La vasta coalizione anti-boema composta da Polonia, Brandeburgo, ducato di Świdnica e Ungheria faceva a quel punto assai paura agli occhi di Praga. Lo stesso papa ne fu turbato, ma i suoi tentativi di opporsi alla consegna del trono imperiale a Ludovico il Bavaro si rivelarono inutili.
Le relazioni della Polonia con la Boemia si incrinarono ulteriormente con il passare del tempo. Ciò si dovette a episodi eclatanti come l'imprigionamento nel marzo 1345 a Kalisz di Carlo di Moravia, figlio di Giovanni di Boemia, di ritorno da una spedizione prussiana e candidato al ruolo di imperatore. Come motivazione ufficiale dell'arresto fu addotto il mancato pagamento di debiti e, sebbene Carlo riuscì a evadere poco dopo, la vicenda non andò dimenticata. Giovanni attaccò infatti due mesi dopo, a maggio, il duca di Świdnica, Bolko II, alleato sia dell'imperatore che di Casimiro. Il re di Polonia si unì alla lotta e attaccò il ducato di Troppau, evento a cui fece seguito l'assedio di Cracovia da parte dei boemi. I rinforzi ungheresi invocati da Casimiro giunsero presto in soccorso, infliggendo pesanti perdite ai boemi nelle battaglie verificatesi vicino a Lelów e Będzin. Non partecipò alla guerra invece l'imperatore, nonostante gli obblighi derivanti dal rapporto di alleanza. Non intravedendo alcuna possibilità di successo, Giovanni di Boemia si ritirò da Cracovia e, a settembre, concluse una tregua dalla durata di due mesi con il monarca polacco e con Bolko II Mały. Papa Clemente VI, sostenitore della casata dei Lussemburgo, si attivò in prima persona per la risoluzione del conflitto, allo scopo principale di scongiurare l'ipotesi che un nuovo membro della famiglia Wittelsbach potesse diventare il sovrano del Sacro Romano Impero. Nel 1347 annunciò la sua detronizzazione, evento a cui gli elettori del reich reagirono procedendo all'elezione di Carlo IV di Lussemburgo quale re di Germania. Giovanni di Boemia morì nello stesso anno e Ludovico il Bavaro nel 1348. In tale situazione politica, il conflitto boemo-polacco perse di valore per la Santa Sede. Di conseguenza, sia Casimiro che Carlo di Lussemburgo si prodigarono per cessare la schermaglia. Il re di Polonia e Bolko II cercarono segretamente di rafforzare la loro posizione in Slesia, ma l'unico risultato concreto ottenuto fu la nomina di un loro fantoccio nel ducato di Jawor. Nel frattempo, nell'aprile 1348, il re di Germania e Boemia emanò una serie di documenti che ribadiva in maniera solenne l'incorporazione e i diritti vantati dai Lussemburgo sulla Slesia e sulla Lusazia, annesse alla corona del regno di Boemia. Poco più di sei mesi dopo, nel novembre 1348, la Polonia e la Boemia conclusero un patto che pose formalmente fine alla guerra. Al di là dei toni retorici del documento, nella sostanza non si verificò alcun mutamento dello status quo.

### Conflitto con la Lituania

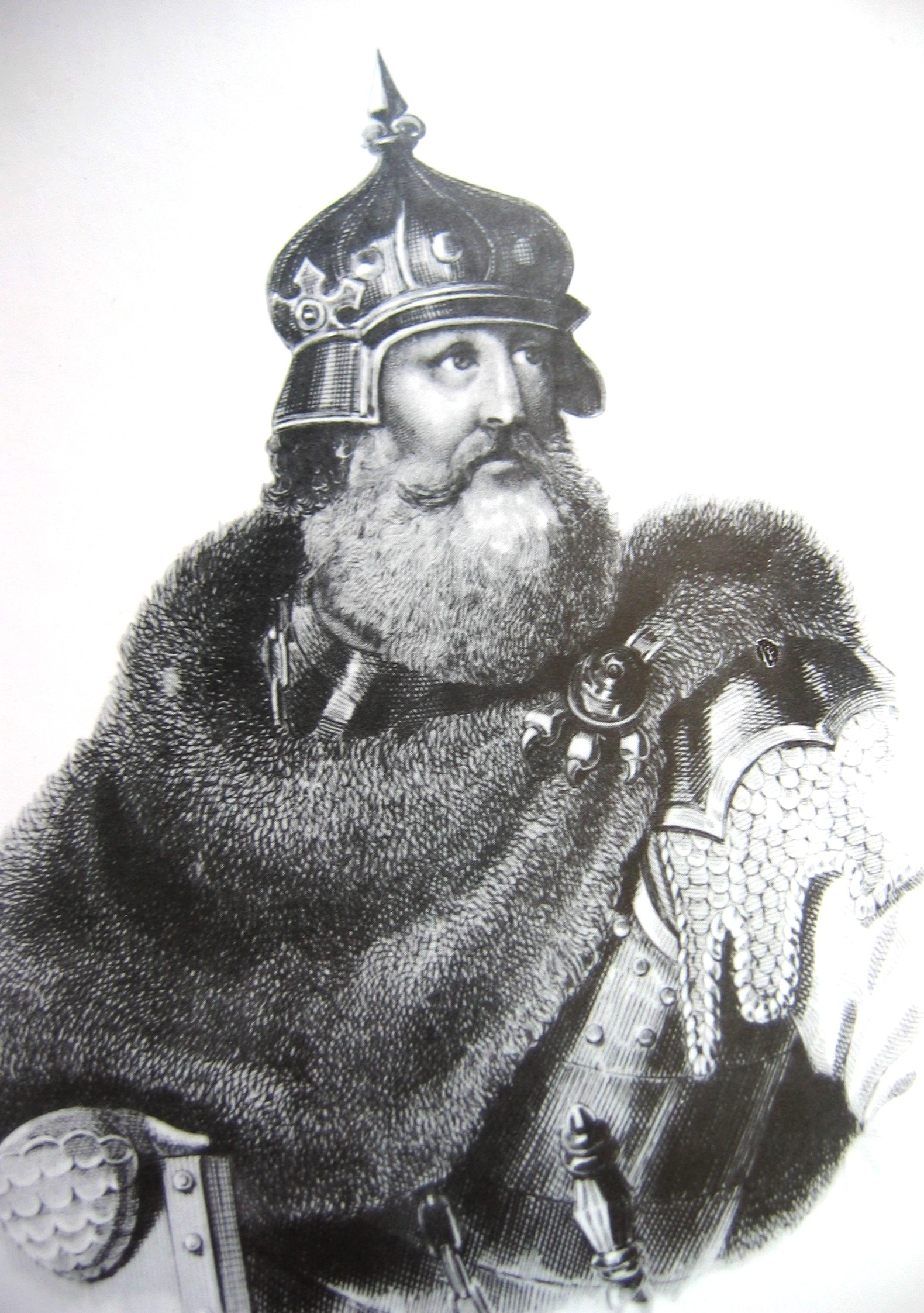
Il principe lituano Kęstutis

Approfittando della vantaggiosa situazione internazionale (Luigi d'Ungheria indaffarato in Dalmazia, la Lituania indebolita dai Cavalieri teutonici e la tregua temporanea in vigore con i tartari), Casimiro decise nel 1349 di giungere di nuovo in Rutenia, bramoso di assorbire la regione del Principato di Galizia-Volinia precedentemente assoggettata dal Granducato di Lituania. Come risultato del trattato di pace, il principe Liubartas ricevette Luc'k, dove avrebbe regnato su concessione polacca. La manovra di Casimiro si rivelò effimera, poiché nel 1350 i lituani scagliarono una controffensiva spingendosi dapprima verso Łęczyca e, diversi mesi dopo, a Leopoli e Halyč. Le terre nei dintorni di Sandomierz e di Łuków soffrirono le razzie nella maniera più acuta. Una consistente porzione della Rutenia finì a quel punto di nuovo in mani lituane. Un'altra spedizione, questa volta con l'appoggio ungherese, fu organizzata nel 1351. Prima di allora però, nel 1350, il re d'Ungheria aveva concluso un nuovo trattato di successione in cui si affrontava la questione relativa al possesso della Rutenia, alla quale la corona di Santo Stefano aspirava. In virtù di questo accordo, la Polonia poteva prendere il controllo della Rus' a condizione che dopo la morte di Casimiro, oltre che in caso di assenza di un erede maschio, il trono sarebbe passato agli Angioini. Qualora ciò non fosse avvenuto, i magiari avevano il diritto di acquistare la Rutenia dalla Polonia per la somma di 100.000 fiorini.
A guidare l'offensiva del 1351 fu Luigi d'Ungheria, in quanto il sovrano polacco aveva contratto una malattia sconosciuta ai medici dell'epoca e non meglio precisata. Casimiro dovette convivere con una condizione di salute particolarmente grave, se si pensa al fatto che a Lublino la szlachta promise a Luigi di ritenerlo il primo candidato nella linea di successione per il trono. La campagna stessa mise in evidenza che le azioni eseguite dagli ungheresi, piuttosto che funzionali a realizzare gli interessi degli alleati, perseguivano lo scopo di soddisfare gli obiettivi strategici di Luigi. I colloqui intrattenuti a Buda con il vice-granduca lituano pagano Kęstutis si conclusero con la promessa da parte di quest'ultimo di accettare il battesimo per mano di un uomo di chiesa magiaro. Fu pattuito inoltre che sarebbe stato poi costituito un arcivescovado indipendente in Lituania. Queste disposizioni, sebbene in contraddizione con gli obiettivi polacchi, non trovarono attuazione pratica, in quanto Kęstutis non intendeva davvero convertirsi e avviare un percorso di cristianizzazione della Lituania. Tra l'altro fu forse proprio grazie ai polacchi che, dopo aver abbandonato Buda, il vice-granduca riuscì a fuggire più a nord. Le differenze tra ungheresi e polacchi emersero altresì durante la campagna militare infruttuosa dell'anno successivo. All'indomani del fallito assedio di Belz, gli ungheresi intrapresero autonomamente i negoziati con i baltici. La Volinia rimase accorpata al Granducato e la fragilità dei polacchi spinse il Khanato dell'Orda d'Oro ad attaccare la Piccola Polonia. La situazione dovette risultare di una gravità non trascurabile, considerando che Casimiro decise di vendere gli oggetti di valore custoditi nel tesoro della cattedrale di Gniezno e il papa invitò i governanti cristiani a intraprendere una crociata contro i tartari. La tregua con il Granducato fu conclusa nel 1352, ma fu presto interrotta perché violata dagli stessi lituani. Un anno dopo la sua firma, il duca Liubartas espugnò e diede alle fiamme Leopoli e Halyč. Il re di Polonia decise di vendicarsi raggiungendo Belz nel 1353. Quella che doveva essere nelle intenzioni una rapida rappresaglia si trasformò in una lotta lunga, sfiancante per la Polonia orientale e soprattutto altamente dispendiosa. Constatando che non si riuscì a ottenere ulteriori aiuti militari da nessuno dei vicini della Lituania (incluso il suo nemico secolare, lo Stato monastico dei Cavalieri teutonici), Casimiro cominciò a prendere in considerazione di chiudere il conflitto preferendo una soluzione diplomatica.
Allo stesso tempo, strinse degli importanti accordi con i Lussemburgo. In base alle decisioni prese a Buda nel maggio 1353 e poi a Praga nel maggio 1356, il re boemo Carlo sciolse il ducato di Masovia da un rapporto di dipendenza di tipo feudale, un atto in cambio del quale Casimiro cedette alla controparte due città della Slesia, Kluczbork e Byczyna. Queste decisioni consentirono di riportare la Masovia nella sfera di influenza polacca. Già nel 1351 Casimiro prese in consegna i possedimenti di Boleslao III di Plock, ucciso sul campo di battaglia, e ne assunse presto la piena sovranità. Il trattato con la casata dei Lussemburgo ebbe delle conseguenze pure nel contesto dell'espansione orientale. È probabile che una divisione più definita delle regioni d'influenza della Boemia, dell'Ungheria e della Polonia, compiuta verosimilmente con il tacito consenso dell'imperatore del Sacro Romano Impero, concesse a Casimiro la facoltà di riappacificarsi con i lituani e non proseguire le lotte. Quanto deciso nel congresso di Praga sfavorì l'Ordine teutonico, che fu temporaneamente privato degli importanti appoggi esterni che gli consentivano di proseguire la secolare crociata in corso contro i pagani lituani. La svolta avvenne nel 1356, quando Casimiro concluse un patto di alleanza con la Lituania. I documenti relativi a questo trattato non sono sopravvissuti, ragion per cui non si conoscono disposizioni specifiche e ciò che era riportato viene solo in parte tramandato da fonti non coeve. Il timore per la costituzione di un nuovo asse si riflesse soprattutto nelle lamentele inviate da Marienburg alla capitale apostolica. Nel 1357, il cambio di rotta nelle relazioni con i baltici cominciò probabilmente a sortire i suoi primi effetti, poiché Casimiro si rivolse alla Santa Sede dicendosi portatore di un vasto progetto di cristianizzazione della Lituania. La proposta indirizzata ad Avignone prevedeva l'istituzione di una diocesi nel Granducato subordinata all'arcivescovado di Gniezno. Poiché questo piano violava gli interessi dell'arcidiocesi di Riga, la più influente unità ecclesiastica presente allora nel Baltico, il pontefice trattò la questione con apparente indifferenza e incaricò il vicecancelliere di esaminare i dettagli, circostanza che in effetti significava frapporsi all'iniziativa polacca. Constatato il fallimento di Casimiro l'imperatore Carlo IV, probabilmente per conto suo, avanzò nel 1358 una sua proposta di cristianizzazione della Lituania. Neanche lui ebbe successo, perché quando il granduca fu interpellato pretese condizioni impossibili, segno della scarsa volontà ad abbandonare le antiche tradizioni. In cambio dell'accettazione del battesimo, la Lituania domandò infatti la restituzione di tutte le terre che le erano state private dallo Stato monastico e sollecitò i Cavalieri teutonici a recarsi sulla frontiera con l'Orda d'Oro per meglio presidiare quel confine per conto del Granducato. Nonostante la Lituania continuò a rimanere uno Stato pagano, i rapporti con la Polonia non ne risentirono. Casimiro il Grande confidò come suo padre nella politica di cooperazione con i granduchi lituani, favorendo un graduale rafforzamento dell'influenza polacca nelle terre rutene e una stabilizzazione della situazione in Masovia, fino ad allora vittima delle frequenti incursioni lituane.

### La politica degli ultimi anni di regno
All'inizio degli anni '60 si verificò un conflitto tra due correnti, quella angioino-asburgica e quella lussemburghese: si decise di scongiurare il rischio di un conflitto nominando un tribunale arbitrale composto da Casimiro III e Bolko II Świdnicki. Il primo, almeno formalmente, cercava di far valere le ragioni del clero, il secondo quelle imperiali. La decisione finale fu in gran parte influenzata dal matrimonio dell'imperatore Carlo IV con la nipote di Casimiro, la figlia del principe della Pomerania Boghislao V. Questa unione rafforzò la posizione di Carlo in Pomerania e allo stesso tempo neutralizzò efficacemente qualsiasi azione di Casimiro; il verdetto del tribunale arbitrale fu annunciato a Cracovia nel dicembre 1363. Ai sensi dello stesso, le parti dovevano cessare le ostilità e tornare allo status quo antecedente all'inizio della controversia. La costituzione del tribunale arbitrale non perseguì alcun interesse politico favorevole agli interessi polacchi, ma rappresentò la prima prova tangibile del crescente peso specifico di Casimiro nello scacchiere internazionale. Per firmare il trattato di pace, si indisse un congresso cerimoniale a Brno, che, tuttavia, si concluse senza che si giungesse alla stipula di un accordo vincolante tra i Lussemburgo e gli Angiò. In siffatto contesto Casimiro, in veste di arbitro, convocò Luigi I d'Ungheria e Carlo IV a Cracovia e ne seguì un congresso, tenutosi nel settembre 1364, al termine del quale si siglò l'accordo di pace finale. Si tenne in seguito una sontuosa festa costellata da banchetti e durati ben ventuno giorni organizzata da Mikołaj Wierzynek; una descrizione dello sfarzo che contraddistinse quelle giornate viene fornita, tra gli altri autori, dal cronista medievale Jan Długosz. Allo stesso tempo, durante l'incontro di Cracovia, Luigi ricordò ancora una volta i diritti che gli erano stati accreditati in caso di assenza di un erede maschio per il trono polacco.
Nel febbraio 1365 Casimiro si sposò per la quarta volta, nonostante non fosse riuscito ad ottenere dal papa l'annullamento delle nozze precedentemente celebrate con Adelaide d'Assia. La nuova regina divenne Edvige, figlia di Enrico V il Ferro, principe di Głogów e di Żagań. Gli Angioini non gradirono questo matrimonio, poiché tornava a palesarsi il rischio che nascesse un discendente maschio, ma anche i Lussemburgo serbarono parecchi timori, in quanto temevano una crescita dell'ingerenza polacca in Slesia. Papa Urbano V si oppose apertamente alle nozze e solo gli sforzi della diplomazia polacca e ungherese salvarono Casimiro dalle responsabilità derivanti della dispensa papale falsa prodotta in patria. Per questi motivi, il matrimonio non ricevette l'approvazione della Santa Sede nel 1369 circa, circostanza che potrebbe far comprendere come mai il nipote del monarca polacco, Casimiro IV di Pomerania, avesse lo stesso nome. È possibile infatti che egli fosse stato tenuto in considerazione come papabile successore.
Casimiro il Grande morì improvvisamente il 5 novembre 1370. Durante il suo dominio, lo Stato polacco riacquistò la posizione sullo scenario internazionale perduta nei secoli della frammentazione interna e, allo stesso tempo, riuscì a compiere un'innegabile espansione territoriale, grazie alle efficaci campagne compiute in Rutenia e alla riconquista della Masovia.

## Il regno di Luigi d'Ungheria (1370-1382)

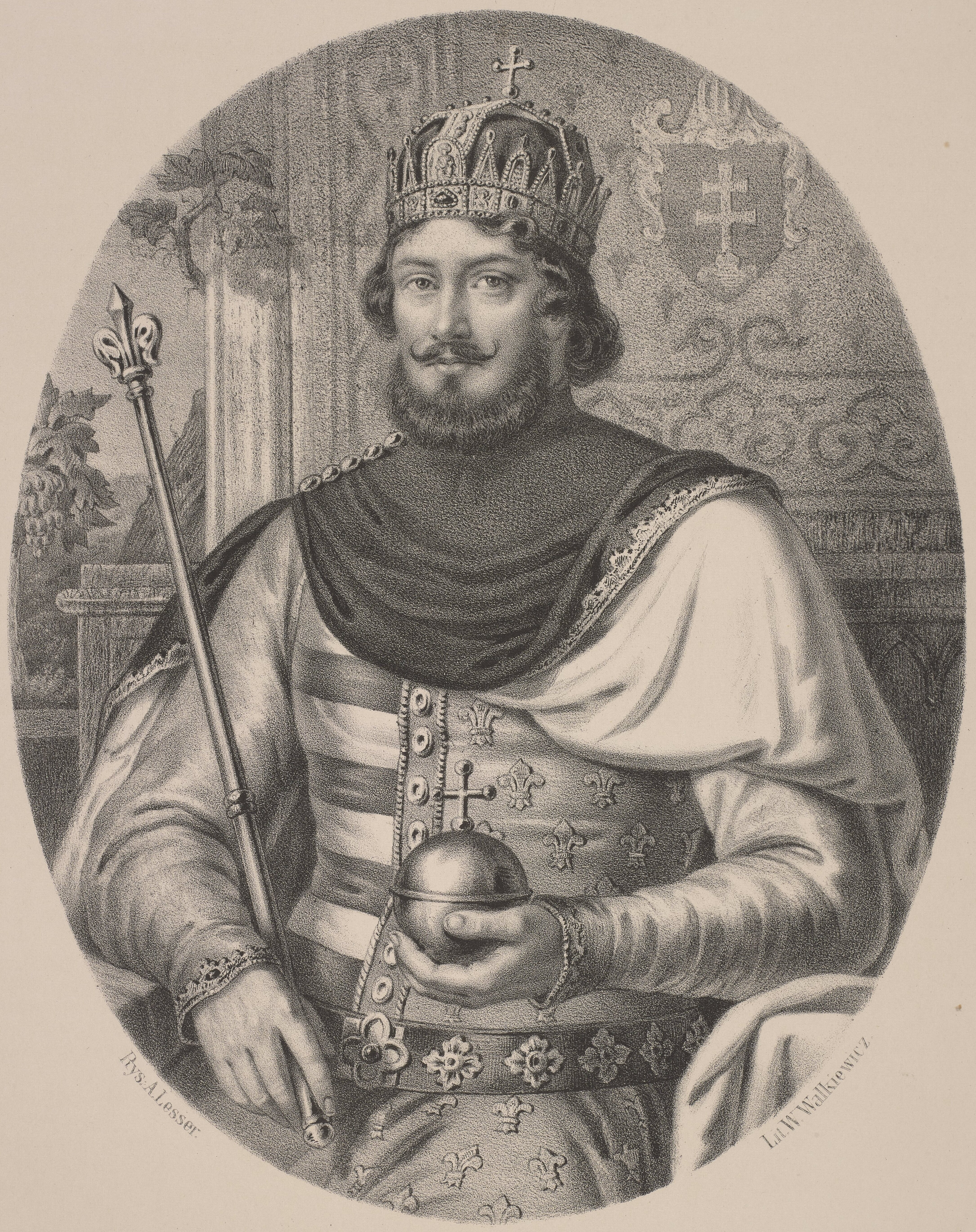
Luigi d'Angiò, opera di Aleksander Lesser

In virtù degli accordi di successione concordati sin dai tempi di Ladislao, padre di Casimiro, Luigi I d'Ungheria si apprestava a diventare il nuovo re della Polonia. Accettando la corona di Cracovia, Luigi dovette promettere che non avrebbe ceduto la porzione di Galizia-Volinia in mano polacca all'Ungheria. Sin dal momento della sua incoronazione, Luigi fu costretto a scontrarsi con una feroce schiera di oppositori, perlopiù presenti in Grande Polonia. Le prime incomprensioni coincisero con il funerale di Casimiro il Grande, organizzato prima dell'arrivo del nuovo sovrano. In seguito, si scatenò un conflitto con il nipote adottivo del precedente monarca, Casimiro IV di Pomerania, al quale il vecchio re lasciò in eredità vasti feudi, forse con l'intento di promuoverlo come suo erede. La controversia si risolse a seguito di un procedimento giudiziario: Casimiro ricevette la terra di Dobrzyń e tre castelli, ma al contempo dovette rendere omaggio a Luigi. Un ulteriore conflitto portò al ritorno del duca di Gniewkowo, Ladislao il Bianco, nel 1373. Dopo diversi anni di ripetute lotte, quest'ultimo strinse un accordo con il re in virtù del quale rinunciava al Ducato di Gniew ricevendo 10.000 fiorini e una rendita perpetua dall'abbazia di Pannonhalma, situata in Ungheria.
Sin dalle prime fasi il potere in Polonia fu esercitato da Elisabetta la madre di Luigi, che agiva in veste di reggente. Il monarca stesso tornò in Ungheria subito dopo la sua incoronazione, portando con sé le insegne polacche. In primis, Elisabetta si focalizzò sul controllo della situazione nella ribelle Grande Polonia, restituendo i beni che Casimiro il Grande confiscò a nobili che non erano stati in grado di dimostrarne il possesso. I fini perseguiti erano semplici, ovvero ingraziarsi quella fetta di nobiltà scontenta per le espropriazioni e assicurare il trono polacco a una delle tre figlie di Luigi. La successione angioina fu inizialmente osteggiata sia dal clero che dalla borghesia e dalla szlachta. La reggente agì secondo uno schema politico preciso volto a ottenere il graduale sostegno delle varie città. A tale scopo, nel 1374, Luigi concesse un privilegio alla nobiltà polacca attiva a Koszyce. Tta le altre cose, in cambio di una sostanziale riduzione fiscale e della liquidazione delle imposte straordinarie, i nobili accettarono di affidare il trono a una delle figlie di Luigi. Si trattò del primo privilegio concesso a ogni membro dell'aristocrazia polacca.
Nel 1375 Elisabetta si dimise dalla reggenza e tornò a Buda, mentre il re sostò in Polonia per un breve periodo. Lo scopo principale della visita, tuttavia, non era quello di risolvere il problema della reggenza, ma di sopprimere le rivolte nella Rutenia Rossa, considerata da Luigi un principato nei cui confronti le mire espansionistiche ungheresi non dovevano lasciare spazio a quelle polacche. Prima di partire, il sovrano magiaro scelse di cedere il potere a un gruppo di consiglieri di fiducia attivi nella Piccola Polonia. Questa soluzione temporanea fu ampiamente contrastata ed Elisabetta dovette riprendere la reggenza, restando in Polonia fino al 1376, quando ripartì dopo i disordini avvenuti a Cracovia. Nel frattempo, in Grande Polonia esplosero delle lotte tra le famiglie aristocratiche del posto. Nel 1378 Ladislao II di Opole assunse il ruolo di governatore locale, ma a seguito dell'insurrezione guidata da Bartosz di Odolanów nello stesso anno egli perse il potere. Elisabetta divenne reggente per la terza volta, ma dopo la sua morte, avvenuta nel 1380, Buda affidò il governatorato al vescovo di Cracovia Zawisza di Kurozwęki. Quando anche questi spirò nel 1382, Luigi nominò reggente Sigismondo di Lussemburgo, promesso alla potenziale erede al trono, Maria. Il giovane nobile, all'epoca quattordicenne, cominciò a contrastare attivamente l'opposizione presente in Grande Polonia. Mentre erano in corso i preparativi per l'assedio di Odolanów, Luigi I d'Ungheria morì il 10 settembre a Trnava, in Slovacchia.
Nella politica di Luigi, la Polonia occupò un ruolo marginale e lo stesso sovrano non si curò della situazione economica divenuta più precaria negli anni. Con l'assegnazione alla nobiltà di privilegi legali ed economici, si innescò una grave crisi erariale; allo stesso tempo, il fatto che un sovrano straniero fosse stato eletto al trono generò profondi cambiamenti nella percezione del potere. Il concetto di monarchia patrimoniale fu infatti rimpiazzato dalla convinzione che la Corona della Polonia (in latino Corona Regni Poloniae) non si identificava esclusivamente con la persona del re. Luigi portò anche al rafforzamento della posizione della nobiltà della Piccola Polonia, tanto che i favori da lui concessi causarono una maggiore ingerenza della szlachta che si trascinò fino alla dissoluzione della Confederazione polacco-lituana, avvenuta nel 1795.

## Il periodo dell'interregno (1382-1384)

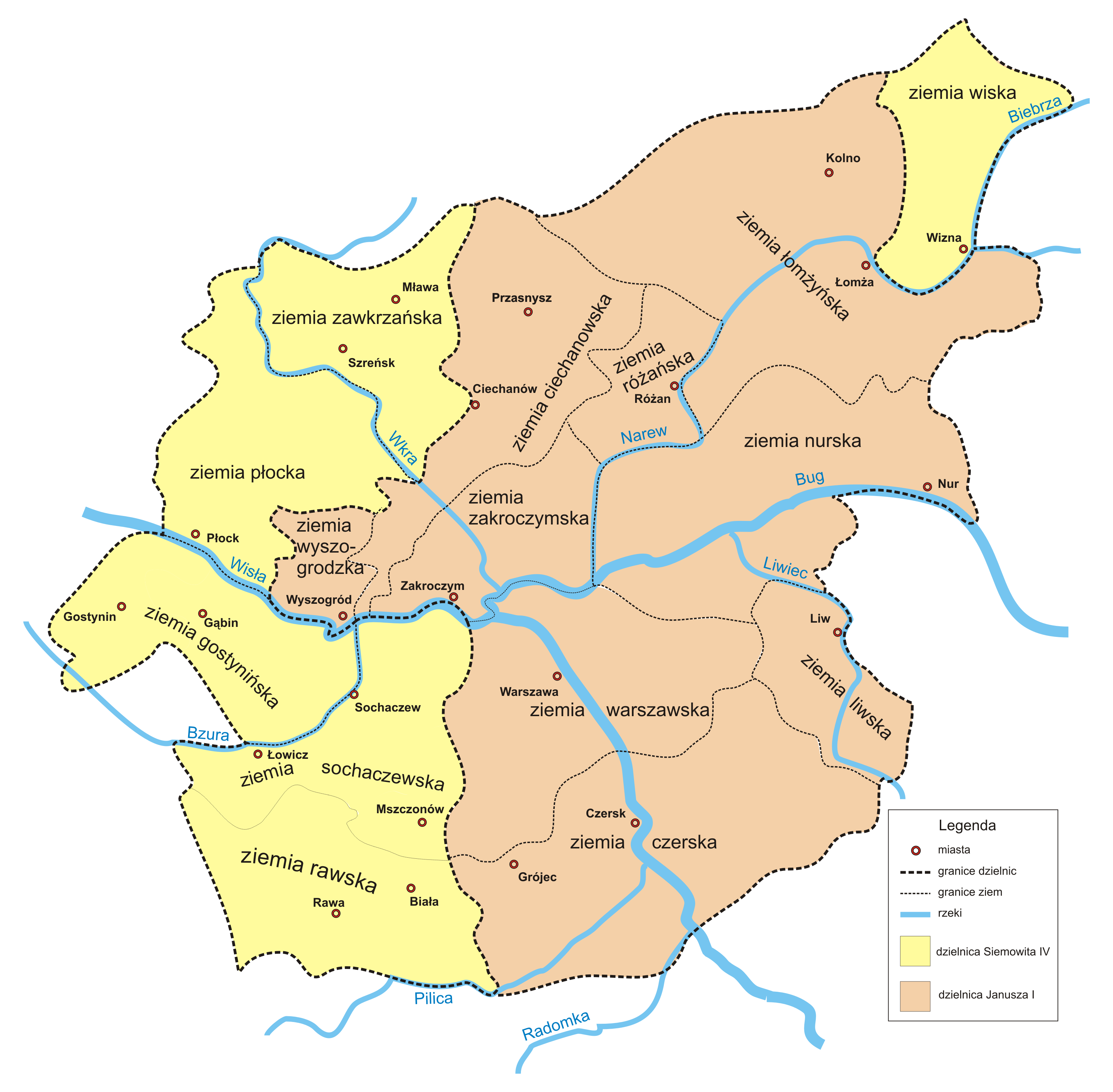
Le ripartizioni della Masovia negli anni 1381-1426. In giallo i feudi in mano a Siemowit IV di Masovia e a ai suoi successori, in arancione quelli in mano a Janusz I di Varsavia e ai suoi eredi

Quando nel 1374 Luigi convinse la nobiltà ad accettare una delle sue figlie come regina, non era chiaro quale di esse sarebbe salita sul trono polacco. In principio fu proposta Caterina, ma la giovane, all'età di soli otto anni, morì nel 1378. Di conseguenza, Luigi decise che il trono polacco sarebbe andato a Maria e quello ungherese a Edvige: la situazione, tuttavia, mutò dopo la morte del re. La sua vedova, Elisabetta di Bosnia, sostenuta dalla maggioranza delle frange nobili magiare, si oppose sia alla cessione del trono polacco a Maria sia al suo eventuale matrimonio con Sigismondo di Lussemburgo. Alla fine, si statuì che Maria avrebbe preso il potere in Ungheria. Considerata la situazione, nel novembre 1382 si indisse un incontro ufficiale a Radomsko tra vari membri della szlachta provenienti dalla Piccola e dalla Grande Polonia. In quella circostanza si decise di rinunciare all'ipotesi di proseguire l'unione personale con l'Ungheria, considerando che la regina avrebbe amministrato la Polonia da Buda. Inoltre, si scelse di confermare le decisioni prese a Košice tempo prima e un mese dopo a Wiślica, queste decisioni furono presentate direttamente alla corte ungherese. Fu allora che si scongiurò la possibile salita al trono di Sigismondo di Lussemburgo, sostenuto invece da alcuni esponenti provenienti dalla Grande Polonia.
Mentre le acque sembravano calmarsi, alcuni dissidi interni in Polonia riemersero in maniera feroce e sfociarono in un conflitto intestino passato alla storia come guerra tra le famiglie Grzymała e Nałęcz. I principali comandanti erano lo starosta di Domarat da Pierzchno e il duca Siemowit IV di Masovia, sostenuto da chi lo sosteneva come papabile successore al trono polacco. I combattimenti si trascinarono ed entrambe le parti decisero di desistere assicurando il loro placet a Maria. Alla fine, nel febbraio 1383, la corte ungherese prese una decisione e si affrettò a comunicarla. La legazione in arrivo a Sieradz informò che Edvige era stata assegnata al trono polacco e, con l'avvicinarsi della data dell'incoronazione, le possibilità di Siemowit IV di conquistare il potere aumentarono. Assicuratosi militarmente gran parte della Grande Polonia nel corso della guerra sopraccitata, Siemowit riscosse un notevole sostegno in quella regione, tanto che costrinse i preoccupati aristocratici della Piccola Polonia a stipilare una tregua. A marzo fu convocato un congresso a Sieradz per decidere come replicare alle proposte ungheresi del mese precedente. La Grande Polonia tentò di appoggiare la candidatura di Siemowit come marito di Edvige, fino a quel momento promessa all'austriaco Guglielmo I d'Asburgo. Nonostante il numero di sostenitori del duca di Masovia fosse minore, gli aristocratici di Cracovia riuscirono a ritardare l'elezione. Alla fine non si selezionò alcun candidato per il ruolo di re, preferendosi incoronare la sola Edvige a condizione che alla Polonia fossero restituite la Rutenia Rossa e i feudi appartenenti a Ladislao II di Opole.
Di fronte alla minaccia costituita da Siemowit, Elisabetta di Bosnia accettò le condizioni e si convinse a recarsi in Polonia per la Pentecoste del 1383. Fu allora che Siemowit elaborò un piano volto a rapire Edvige; lo scopo era quello di farla prigioniera, sposarla e farsi incoronare come sovrano di Polonia al fianco di lei. Con il probabile intervento degli abitanti della Piccola Polonia, la regina ungherese fu informata dei piani del duca di Masovia, ragion per cui Elisabetta ritardò il suo arrivo in Polonia e lo fissò per il novembre del 1383. Al contempo Siemowit riprese le operazioni militari contro la Cuiavia e la Grande Polonia, conquistando la prima entro la fine di maggio. In seguito convocò una riunione a Sieradz, nel corso della quale i suoi sostenitori lo acclamarono come re. Tuttavia, l'arcivescovo di Gniezno Bodzanta, presente alla riunione, rifiutò di presidiare l'incoronazione e, di fronte al fallimento di Sieradz, Siemowit assaltò nuovamente la Grande Polonia e cinse d'assedio Kalisz. La controversia venne risolta grazie ai severi appelli rivolti dall'arcivescovo Bodzanta, che si recò personalmente in Piccola Polonia. In siffatto contesto Siemowit accettò di stipulare una tregua, ma il suo sostenitore Bartosz di Odolanów non arrestò la sua campagna militare. Ciò fornì alla nobiltà di Cracovia un pretesto per giungere a un'intesa definitiva con il duca di Masovia. Con l'appoggio delle truppe ungheresi al seguito di Sigismondo di Lussemburgo, la Masovia fu attaccata e fu imposta una tregua a Siemowiec.
La situazione sembrava finalmente risolta, ma Elisabetta di Bosnia, contrariamente a quanto aveva fatto lasciare intendere, non partì per la Polonia. Cominciò invece a presentare sempre più pesanti richieste da parte dei polacchi, culminate con l'imprigionamento di un influente nobile polacco che minacciava di invalidare i diritti al trono di Edvige. L'interregno continuò a trascinarsi, ragion per cui nel marzo 1384 fu convocato un congresso a Radomsko, il quale stabilì le regole per il funzionamento dello Stato in assenza di un governante. Gli storici considerano questo momento come un esempio di maturità politica raggiunta dalla szlachta e della loro capacità di cooperazione con l'élite borghese. La convenzione mise in evidenza come la nazione polacca potesse funzionare senza un'autorità centrale, nello stesso momento in cui Elisabetta tentò di ritardare l'incoronazione. La donna inviò Sigismondo di Lussemburgo a Cracovia come suo governatore, scelta che non fece piacere all'aristocrazia polacca della Piccola Polonia riunitasi a Sącz. Sędziwój di Szubin, il nobile in precedenza incarcerato da Elisabetta, tornò in Ungheria e forse la sua missione influenzò il cambio di decisione della regina, la quale, finalmente, in autunno si convinse a inviare Edvige in Polonia. Il 13 ottobre 1384 questa arrivò a Cracovia, dove tre giorni dopo ebbe luogo l'incoronazione che chiuse il più lungo interregno nella storia della Polonia.

## Il regno di Edvige d'Angiò (1384-1386)
Incoronare Edvige si rivelò una scelta ragionevole, ma ciò non risolse ogni problema. La regina aveva solo dieci anni ed era ancora formalmente sotto la custodia di sua madre, circostanza che permise a Elisabetta di interferire negli affari polacchi. Edvige non era stata inoltre promessa a nessun marito, uno scenario considerato inaccettabile dalla società medievale. Sebbene fosse stata promessa nel 1378 a Guglielmo d'Asburgo con la formula canonica sponsalia de futuro, i signori della Piccola Polonia si dissero non disposti ad accettarlo al trono. In maniera insospettabile, si decise dunque di intraprendere dei colloqui con la Lituania, i cui esiti apparivano in prima battuta nebulosi. Una possibile unione tra i due Stati avrebbe garantito gli interessi della Polonia nel vecchio Principato di Halyč, in Podolia e in Volinia, oltre a soddisfare le volontà di quegli esponenti politici della Piccola Polonia contrari a Buda. Risvolti importanti potevano inoltre verificarsi anche per la Masovia, una regione direttamente minacciata dalle incursioni lituane. D'altro canto, tuttavia, un rapporto di questo tipo avrebbe ripresentato la minaccia teutonica all'orizzonte, a diversi anni di distanza, e avrebbe reso impraticabile l'ipotesi di proseguire strettissime relazioni con l'Ungheria. Per quanto riguarda il primo dei dubbi segnalati va tenuta presente la posizione geografica dello Stato monastico, che si sarebbe trovato costretto a dover fronteggiare due potenze ostili. Sicuramente i Cavalieri avrebbero continuato a fare leva sull'arrivo di ulteriori reclute provenienti da tutta Europa, richiamate dalla prospettiva di partecipare alla lotta verso la pagana Lituania. Dal punto di vista di Vilnius, più che l'argomento religioso era quello militare ad aver trovato sostenitori tra quei membri della nobiltà lituana che desideravano trovare un ausilio nella lotta contro l'Ordine teutonico. Simili considerazioni non devono però far pensare che nel 1384 la situazione del Granducato fosse critica. Pur essendo scoppiato un periodo di crisi dopo la morte del granduca Algirdas che sfociò nella guerra civile lituana del 1381-1384, il nuovo granduca Jogaila stava riuscendo lentamente nell'intento di stabilizzare la situazione nel suo Paese. Il suo ribelle cugino Vitoldo, destinato a diventare uno dei più influenti sovrani della Lituania, fu accontentato assegnandogli il permesso di governare alcuni feudi, evento che impedì la prosecuzione dell'alleanza intrapresa da questi contro Jogaila con i Cavalieri teutonici.
Non è chiaro quale fazione - polacca o lituana - presentò l'iniziativa per il matrimonio tra Jogaila e la regina Edvige. Secondo gli scritti di Jan Długosz, fu il principe lituano a chiedere la mano della figlia di Luigi, mentre secondo le cronache lituane la richiesta giungeva dai signori della Piccola Polonia. A causa della penuria di qualsiasi fonte, è altresì impossibile determinare quando iniziarono i negoziati volti a combinare le nozze. Forse, come segnale dell'interesse di Jogaila per il trono polacco, andrebbe ricordato il privilegio per i mercanti di Lublino già da lui concesso nel 1383, mentre i colloqui preliminari si tennero verosimilmente l'anno successivo. In seguito, nel gennaio 1385, la legazione lituana chiese ufficialmente la mano di Edvige, affermando che Jogaila si impegnava ad accettare il cristianesimo e a unire il Granducato di Lituania con il Regno di Polonia. La proposta fu accettata dal congresso generale convocato a Cracovia in estate, con l'apparente silenzio-assenso di Elisabetta di Bosnia. La situazione mutò improvvisamente quando Elisabetta tornò a proporre il matrimonio di Edvige con l'austriaco Guglielmo, tanto da spingere gli Asburgo a giungere a Cracovia per suggellare fisicamente il matrimonio. Tuttavia, questi non furono ammessi nelle stanze della regina e dovettero in tutta fretta abbandonare la città.
Proprio mentre accadevano gli eventi appena riferiti, i signori della Piccola Polonia incontrarono il granduca lituano e nell'agosto del 1385, a Krėva, le due controparti conclusero un importantissimo accordo, passato alla storia come Unione di Krewo. In cambio del trono polacco, Jogaila si impegnava a:
- Accettare il sacramento del battesimo;[97]
- Versare 200.000 fiorini a Guglielmo d'Asburgo a titolo di risarcimento per aver annullato gli accordi precedentemente intrapresi;
- Liberare tutti i prigionieri di guerra polacchi detenuti dai lituani;
- Annunciare la tradizionale dichiarazione di riconquista di tutte le terre perse in passato dal Regno di Polonia.

L'ultimo e più importante obbligo riguardava l'annessione (in latino applicare) della Lituania alla Polonia. Quest'affermazione indicava in modo poco chiaro l'intenzione di far assumere al Regno una posizione sovrana rispetto al Granducato, ma gli storici sono lontani dall'esserne certi.

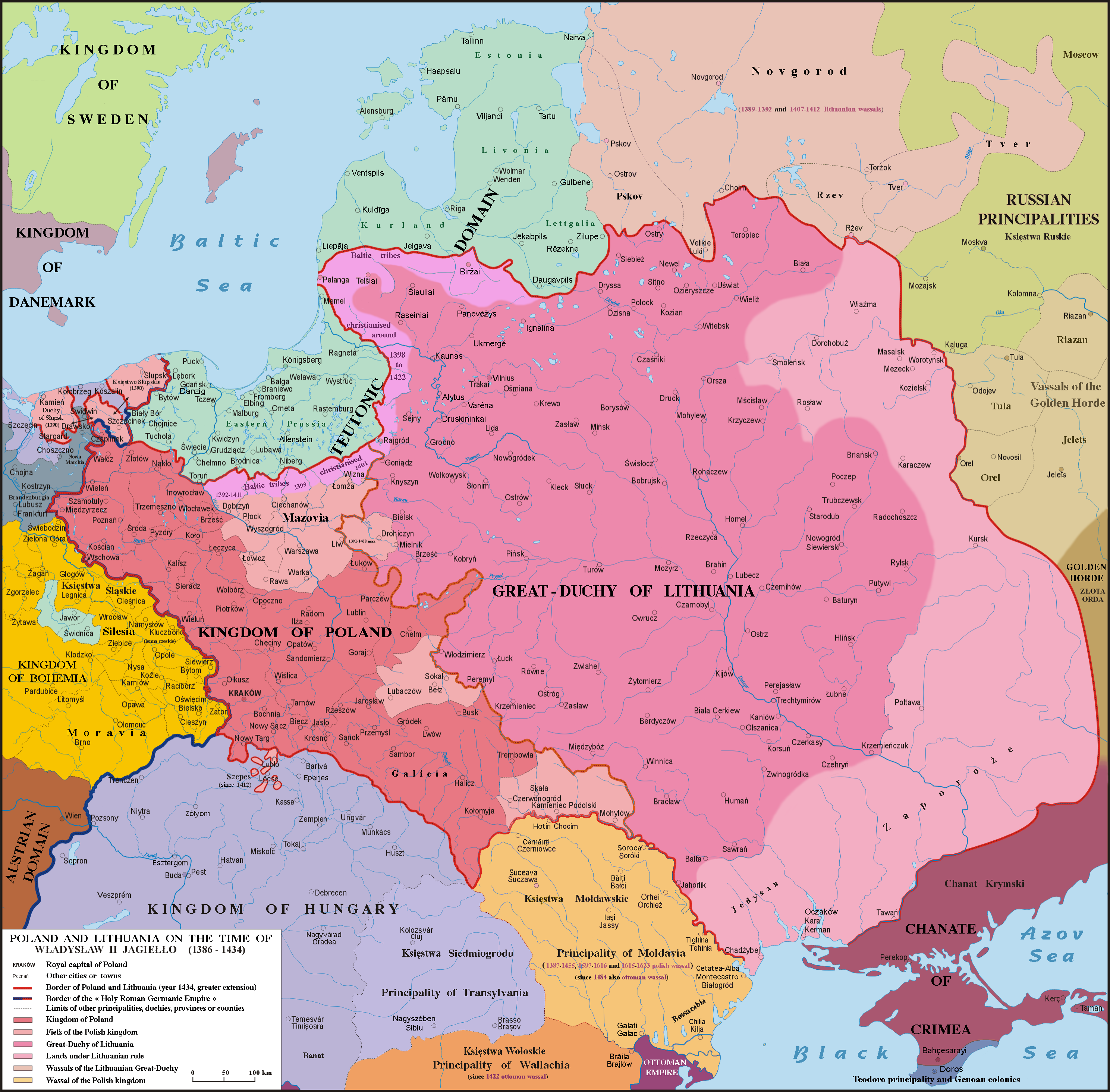
I confini della Polonia nel 1386 (in rosso) e la successiva estensione dovuta all'unione con la Lituania

Un'altra delegazione si incontrò con Jogaila nel gennaio 1386 a Vaŭkavysk (in polacco Wołkowysk, oggi in Bielorussia), mentre questi era in viaggio per la Polonia. I dignitari della Piccola Polonia emisero una sorta di lettera patente a lui riservata e gli consegnarono un nulla osta a titolo di garanzia e sicurezza. La validità del documento emesso fu confermata dal congresso della szlachta di Lublino il 2 febbraio 1386, giorno in cui tra l'altro Jogaila fu eletto re; fino all'incoronazione, gli fu conferito il titolo di dominus et tutor Regni Poloniae (signore e guardiano del Regno di Polonia). L'unica cosa che poteva mandare a monte i piani di matrimonio a quel punto risultava la resistenza della regina Edvige. A quanto pare, secondo Długosz, si oppose strenuamente all'ipotesi di avviare una relazione con Ladislao II e cedette solo per via dell'insistenza e delle istigazioni dei dignitari polacchi.
Il 12 febbraio 1386 Jogaila e due dei suoi fratelli arrivarono a Cracovia, venendo battezzati tutti e tre il 15. Il nuovo sovrano divenne da allora noto come Ladislao II Jagellone (Ladislao era il nome assegnato con il battesimo) nei documenti polacchi, mentre a suo fratello Karigaila si assegnò il nome Korytiełło e a Švitrigaila quello di Boleslao. Il principe Vitoldo, che fu nuovamente battezzato perché prima ortodosso, scelse come nome Alessandro (Aleksander). Il 18 febbraio Ladislao Jagellone ed Edvige si sposarono e il 4 marzo 1386 il Granduca fu incoronato re di Polonia nella cattedrale del Wawel dall'arcivescovo Bodzanta.